# Babe Ruth
George Herman "Babe" Ruth, född den 6 februari 1895 i Baltimore i Maryland, död den 16 augusti 1948 i New York i delstaten New York, var en amerikansk professionell basebollspelare som spelade 22 säsonger i Major League Baseball (MLB) 1914–1935. Ruth var outfielder, men i början av karriären främst pitcher.
Ruth anses vara en av de bästa basebollspelarna genom alla tider och troligen den mest kända. Han inledde sin karriär som en duktig vänsterhänt pitcher för Boston Red Sox, men blev mest känd som en hårtslående outfielder för New York Yankees, dit han såldes inför 1920 års säsong. Försäljningen av Ruth gav långt senare upphov till legenden om att den hade inneburit att en förbannelse kallad The Curse of the Bambino (Ruth kallades ofta The Bambino) hade drabbat Red Sox. Klubben hade vunnit World Series fem gånger under perioden från och med 1903 till och med 1918, de tre sista av dessa med Ruth i laget, men vann sedan inte igen förrän 2004. Samtidigt firade Ruth stora triumfer med Yankees, som under hans 15 säsonger i klubben vann American League sju gånger och World Series fyra gånger. Hans många homeruns drog storpublik till Yankees matcher, bidrog till att göra baseboll ännu mer populärt bland den amerikanska allmänheten och var en bidragande orsak till övergången till en ny era i MLB kallad the live-ball era (i motsats till den föregående eran kallad the dead-ball era), med fler homeruns och över huvud taget fler poäng i matcherna. Ruths 54 homeruns under 1920, hans första säsong för Yankees, innebar nästan en fördubbling av hans eget MLB-rekord på 29 homeruns, satt föregående säsong. Han förbättrade sedan rekordet ytterligare med 59 homeruns 1921 och 60 homeruns 1927. Det sistnämnda rekordet stod sig till 1961, då Roger Maris slog 61 homeruns. Ruths sista säsong för Yankees var 1934 och efter en säsong för Boston Braves 1935 avslutade han sin magnifika karriär.
Ruth satte under sin karriär otaliga MLB-rekord. Förutom de ovan nämnda märks hans karriärrekord i homeruns (714), RBI:s (inslagna poäng) (2 213 eller 2 214 beroende på källa), walks (2 062), slugging % (0,690) och on-base plus slugging (OPS) (1,164), samt hans säsongsrekord i total bases (457) och extra-base hits (119) under 1921 års säsong; de två sistnämnda rekorden gäller än i dag (2024). Under tolv olika säsonger hade han flest homeruns i sin liga, också det ett rekord som inte har blivit slaget.
Ruth vann American League Award, priset till ligans bästa spelare, 1923 (man kunde bara få det priset en gång) och togs ut till de två första all star-matcherna i MLB:s historia 1933–1934. Han valdes 1936, som en av de första fem spelarna någonsin, in i National Baseball Hall of Fame. Hans tröjnummer 3 pensionerades av Yankees 1948. 2018, 70 år efter sin död, erhöll han Presidentens frihetsmedalj, USA:s främsta civila utmärkelse.

## Uppväxt

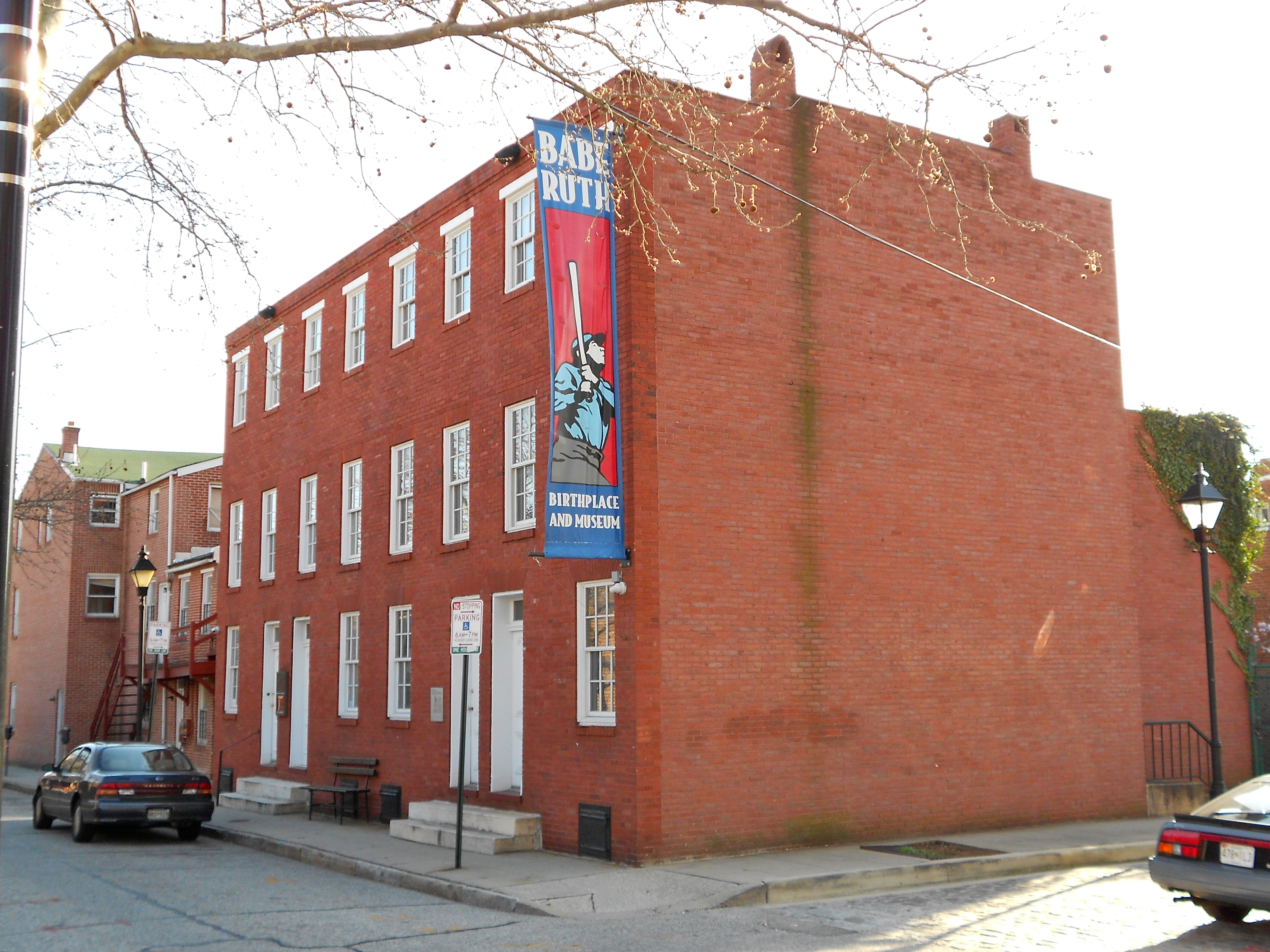
Ruths födelsehus är numera museum.

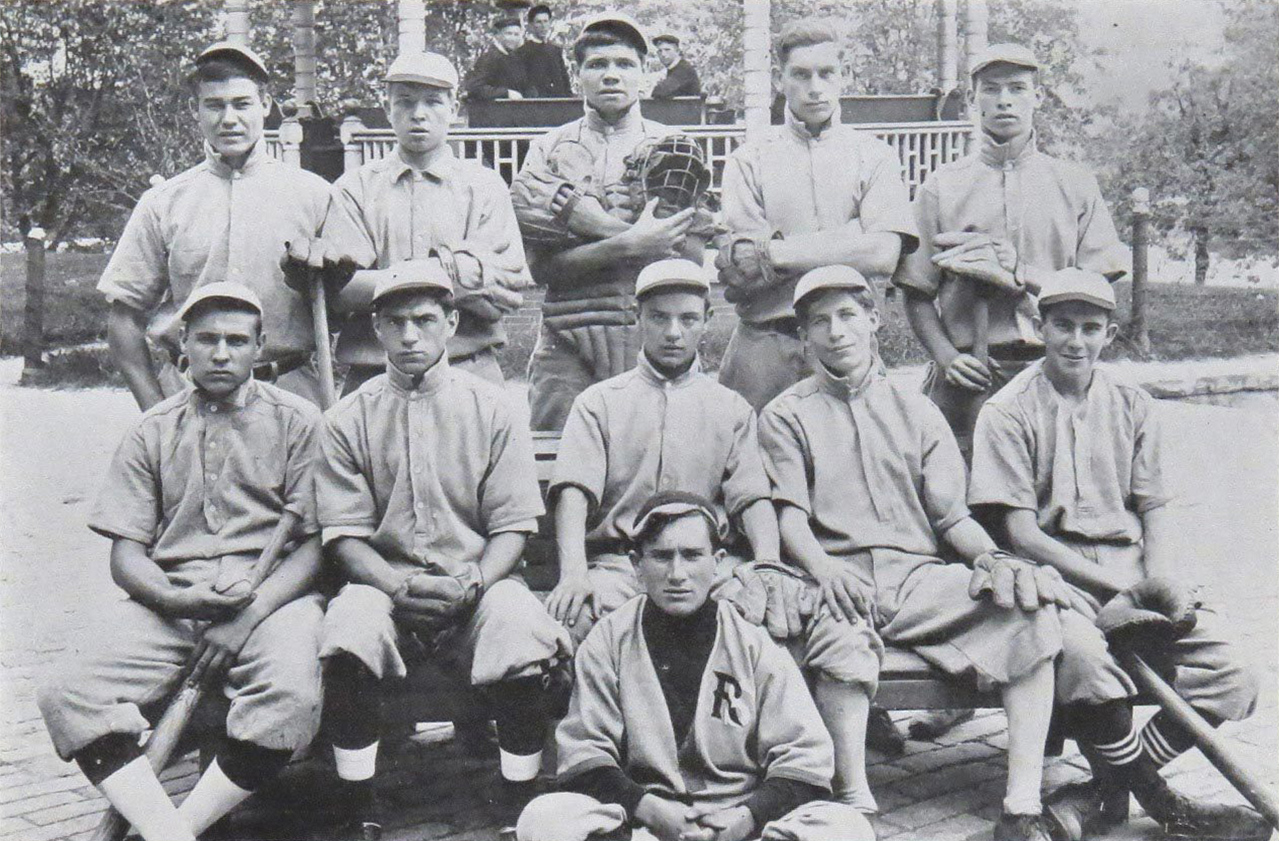
Ruth (översta raden i mitten) med sina lagkamrater vid St. Mary's Industrial School 1913.

Ruth kom från mycket enkla förhållanden, vilket kan vara en del av förklaringen till hans enorma popularitet. Han föddes i Baltimore 1895 och det var också där han växte upp. Hans pappa hette också George och hans mamma hette Catherine ("Kate"). Båda hade tyskt ursprung och Ruth lärde sig som barn att tala tyska. Bara ett av Ruths syskon, lillasyster Mary ("Mamie"), överlevde spädbarnsåldern. Ruths födelsehus blev sedermera museum.
Ruths pappa hade en bar och arbetade mycket och hans mamma var ofta sjuk, varför Ruth ofta lämnades vind för våg på stadens gator där han begick småstölder och skadegörelser. I pappans bar hände det att han stal pengar ur kassan, drack slattar ur glasen och började använda tuggtobak redan vid sex års ålder. Detta ledde till att han skickades till den katolska internatskolan St. Mary's Industrial School i utkanten av Baltimore när han var sju år.
I skolan hade Ruth en lärare, broder Matthias, som blev en mentor och förebild för honom. Broder Matthias lärde honom inte bara att läsa och skriva utan introducerade honom också till baseboll för första gången. Ruth imiterade broder Matthias sätt att hålla i och svinga basebollträt och även sättet denne sprang på med små, snabba steg. Ruth spelade på flera olika positioner för skolans lag, bland annat som catcher, men det var som pitcher han gjorde bäst ifrån sig. Sommaren 1913 fick han tillåtelse att lämna skolan på helgerna för att spela med lokala amatör- och halvprofessionella klubbar.

## Karriär

### Minor League Baseball

#### Baltimore Orioles

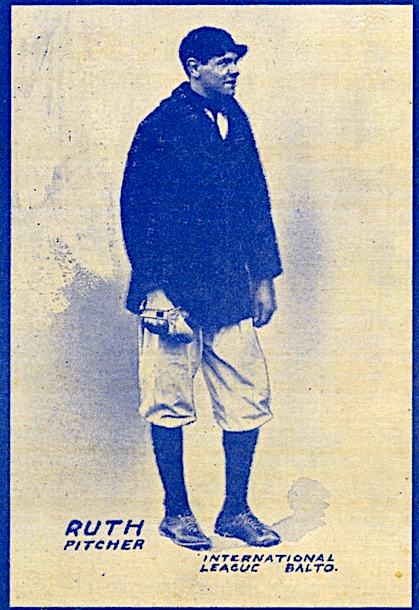
Basebollkort föreställande Ruth när han spelade för Baltimore Orioles.

I februari 1914, när Ruth var 19 år gammal, värvades han av Jack Dunn, som ägde och var tränare i Baltimore Orioles, en proffsklubb som spelade i International League, som var en minor league (inte att förväxla med dagens Baltimore Orioles). Under den vårens träningsläger imponerade Ruth genom att pitcha bra mot klubbar från MLB, bland annat en complete game som han vann mot Philadelphia Athletics, vinnare av tre av de föregående fyra World Series. Det var troligen vid denna tid som han fick smeknamnet "Babe" av sina nya lagkamrater.
I sin första tävlingsmatch som proffs pitchade Ruth en shutout mot Buffalo Bisons och hade två hits. Problemet för ägaren Dunn var att denna fina debut och över huvud taget allt klubben presterade hamnade i skuggan av stadens nya basebollklubb, Baltimore Terrapins i Federal League (FL). FL var en helt nystartad liga 1914 som gjorde anspråk på att vara en tredje major league vid sidan av National League (NL) och American League (AL). Baltimore hade inte haft en major league-klubb sedan 1902 och publiken strömmade till Terrapins matcher som spelades tvärs över gatan från Orioles hemmaarena. Situationen blev till slut ohållbar för Dunn, som tvingades att sälja sina bästa spelare, däribland det unga stjärnskottet Ruth, för att få in pengar. Dunn erbjöd först Ruths kontrakt till Connie Mack, tränare och delägare i Philadelphia Athletics, men även Mack kände av konkurrensen från FL och hade inte råd. I stället blev det Boston Red Sox som i början av juli 1914 köpte Ruth och två andra spelare för den rapporterade summan 25 000 dollar.

### Major League Baseball

#### Boston Red Sox
Ruth debuterade i MLB för Red Sox den 11 juli 1914, bara fem månader efter det att han lämnade St. Mary's. Han pitchade sju bra inningar mot Cleveland Naps i en match som Red Sox vann med 4–3, och han hade inga hits på två at bats som slagman. Det gick sämre i hans andra start och därefter satt han på bänken fram till mitten av augusti då han skickades ned till Providence Grays i International League, där han hjälpte Grays att ta hem ligatiteln. I samband med övergången till Providence var Red Sox tvungna att placera honom på waivers-listan och det var nära att han plockades upp av Cincinnati Reds. Han återvände till Red Sox i tid för MLB-säsongens sista vecka och hann bland annat med en complete game-vinst över sin framtida klubb New York Yankees där han även slog sin första hit i MLB, en double. Han var under säsongen 2–1 (två vinster och en förlust) med en earned run average (ERA) på 3,91 på fyra matcher för Red Sox som pitcher. Som slagman hade han två hits på tio at bats. Samtidigt var han 23–8 i International League för Baltimore och Providence.
I inledningen av 1915 års säsong pitchade Ruth inte så bra, delvis på grund av för mycket festande med lagkamraten Dutch Leonard, men han slog den första av sina 714 homeruns den 6 maj i en match mot New York Yankees. Han missade ett par veckor i juni efter att ha brutit en tå när han i frustration sparkade på avbytarbänken, men när han återkom i spel pitchade han mycket bra och vann bland annat fyra raka complete games, varav den sista var hans första shutout i MLB. Han var under grundserien 18–8 med en ERA på 2,44 på 32 matcher som pitcher, varav 28 starter, medan han som slagman hade ett slaggenomsnitt på 0,315, fyra homeruns och 21 RBI:s (20 enligt Baseball-Reference.com) på 42 matcher.
Boston vann AL och fick i World Series möta Philadelphia Phillies. Ruth fick inte pitcha i World Series och fick bara en chans som slagman när han kom in som pinch hitter i nionde inningen av den första matchen, men då blev han bränd. Boston vann matchserien med 4–1 i matcher och Ruth hade tagit hem den första av sina sju World Series-titlar.

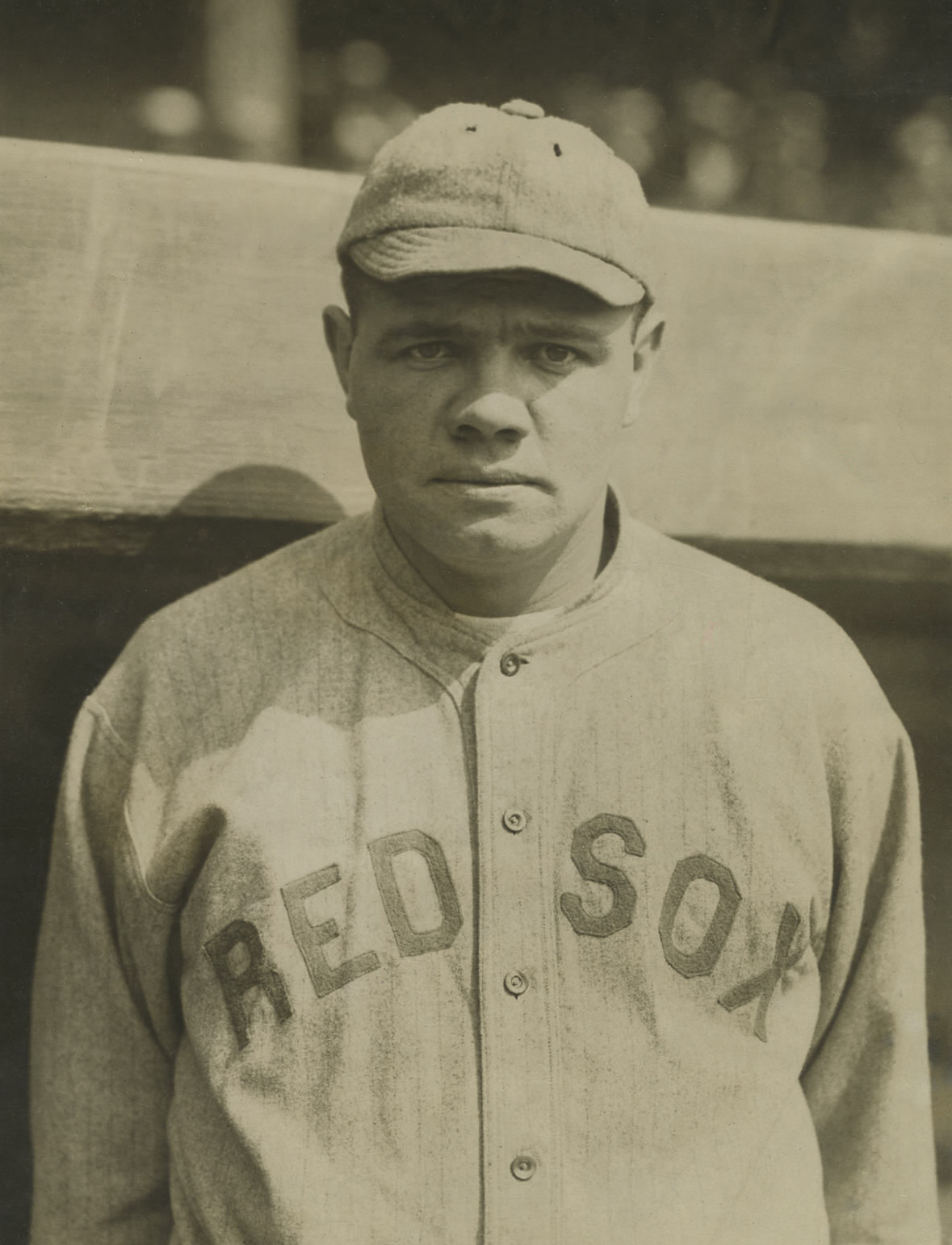
Ruth i Boston Red Sox dräkt cirka 1916.

Under 1916 års säsong duellerade Ruth flera gånger mot stjärnpitchern Walter Johnson i Washington Senators, bland annat i en match den 15 augusti som Boston vann med 1–0 efter 13 inningar och där både Ruth och Johnson pitchade hela matchen. Detta var en av Ruths nio shutouts under säsongen, flest i AL och ett rekord för ligan avseende vänsterhänta pitchers som tangerades först 1978 av Ron Guidry. Förutom i shutouts ledde Ruth AL i ERA (1,75), hits per 9 innings pitched (6,40), homeruns per 9 innings pitched (0,00) och starter (41 [40 enligt Baseball-Reference.com]). Vidare var han 23–12 och hade 23 complete games. Han var tredje bäst i ligan i vinster och innings pitched (323,2). Som slagman hade han ett slaggenomsnitt på 0,272, tre homeruns och 15 RBI:s (16 enligt Baseball-Reference.com) på 67 matcher.
För andra året i rad vann Red Sox AL och i World Series stod denna gång Brooklyn Robins för motståndet. Den här gången fick Ruth pitcha då han startade och vann den andra matchen med 2–1 efter 14 inningar. Ruth pitchade hela matchen och tillät bara sex hits samtidigt som han hade en RBI som slagman. Det var den längsta matchen mätt i inningar i World Series historia fram till 2018, då en match varade i 18 inningar. Ruths 14 innings pitched är ett rekord för en match i World Series som nog aldrig kommer att slås. Boston vann matchserien med 4–1 i matcher precis som föregående år.
Efter 1916 års säsong såldes Red Sox till en grupp ledd av Harry Frazee, en teaterägare i New York. Klubben lyckades inte vinna AL för tredje året i rad utan slutade tvåa efter Chicago White Sox. För Ruth var det ännu en bra säsong då han var 24–13 med en ERA på 2,01 och hade 35 complete games (bäst i hela MLB) på sina 38 starter. Han var tvåa i AL i vinster och innings pitched (326,1). Med slagträt hade han ett slaggenomsnitt på 0,325, två homeruns och tolv RBI:s (14 enligt Baseball-Reference.com) på 52 matcher. En match som gått till historien inträffade den 23 juni mot Washington Senators. Ruth startade matchen för Red Sox, men blev utvisad nästan direkt efter att ha tillåtit en walk till motståndarnas första slagman. Orsaken till utvisningen var att han slog till domaren efter en upphetsad argumentation med denne angående några av Ruths kast som av domaren bedömdes vara utanför strikezonen. Ernie Shore fick hastigt värma upp och hoppa in i stället och han pitchade resten av matchen utan att tillåta några poäng. Faktum är att Shore inte tillät en enda av de 26 slagmän han mötte att komma ut på bas, och den som Ruth hade tillåtit brändes när denne försökte stjäla en bas just när Shore bytts in. Shores match räknades länge som en perfect game, men numera gör den inte det eftersom Shore inte pitchade hela matchen och eftersom en spelare kom ut på bas. Ruths och Shores kombinerade insats räknas dock som en no-hitter. Ruth kom lindrigt undan med en avstängning i tio dagar och 100 dollar i böter.
Fram till den här punkten av Ruths karriär hade han använts sparsamt som slagman. Förutom i de matcher där han pitchade handlade det om inhopp som pinch hitter då och då. Detta trots att hans potential som slagman hade varit tydlig länge. 1915 var hans fyra homeruns till exempel flest av alla spelare i Red Sox och inte så långt från de sju homeruns som den bästa i AL slog, trots bara en bråkdel av speltiden. Samma säsong skulle hans slugging % (0,576) ha varit högst i MLB om han hade haft tillräckligt mycket speltid för att rankas i denna kategori. 1917 hade han det klart bästa slaggenomsnittet i Red Sox, dock återigen med för litet speltid för att rankas.
Detta skulle dock komma att ändras under den på grund av USA:s inträde i första världskriget förkortade säsongen 1918, då Ruth äntligen fick chansen att slå regelbundet. Det var klubbens nya och oerfarna tränare Ed Barrow som, på inrådan av lagkaptenen Harry Hooper, i början av maj beslutade att låta Ruth, som var bland de bästa vänsterhänta pitchers i MLB, dra ned på pitchandet och i stället användas som slagman på andra positioner. En av orsakerna var att klubben hade fått ont om spelare eftersom en del hade blivit inkallade till krigstjänstgöring och andra accepterat krigsrelaterade arbeten; en annan orsak var skador på andra spelare. Den historiska matchen då Ruth för första gången fick starta på någon annan position än pitcher, och vara högre upp i slagordningen än nia, inträffade den 6 maj då han startade som förstabasman och slog som nummer sex i slagordningen. Ruth tackade för förtroendet genom att genast slå en homerun, och det gjorde han även dagen efter. Barrow fortsatte under resten av säsongen mot Ruths vilja att använda honom som pitcher, och det hände att Ruth simulerade skada för att slippa pitcha eftersom han njöt av uppmärksamheten han fick som slagman. Mellan matcherna där han ändå pitchade spelade han främst som leftfielder, och han slog oftast som nummer fyra i slagordningen. Att "dubbelarbeta" som både pitcher och positionsspelare var inte unikt för Ruth, men ingen hade tidigare gjort det lika bra som han. Han spelade 95 matcher under grundserien 1918, varav 20 som pitcher, och hade ett slaggenomsnitt på 0,300, elva homeruns (delat flest i hela MLB) och 66 RBI:s (61 enligt Baseball-Reference.com). Även i slugging % (0,555), on-base plus slugging (OPS) (0,966), extra-base hits (48) och at bats per homerun (28,82) var han bäst i hela MLB. Som pitcher var han 13–7 med en ERA på 2,22, men han pitchade bara ungefär hälften så mycket som under de två föregående säsongerna (166,1 innings pitched). På 19 starter pitchade han hela matchen alla gånger utom en. Han var fortfarande en mycket bra pitcher och var till exempel näst bäst i AL i walks + hits per inning pitched (WHIP) (1,05).
Ruths spel ledde Boston till ännu en förstaplats i AL, klubbens tredje ligatitel på fyra säsonger. I World Series, som spelades redan i början av september på grund av den förkortade säsongen, väntade Chicago Cubs. Ruth fick förtroendet att starta den första matchen och visade att det var ett riktigt beslut genom att pitcha en shutout som Boston vann med 1–0. Han hade avslutat sin senaste match i World Series två år tidigare genom att hålla nollan i 13,1 raka inningar och med ytterligare nio var han nu uppe i 22,1 raka inningar utan att tillåta några poäng i World Series. Efter att klubbarna därefter vunnit varsin match fick Ruth bollen igen i match fyra, trots att han skadat vänsterhanden i ett bråk. Han höll nollan under de första sju inningarna innan Cubs till slut gjorde poäng på honom med en bränd i åttonde inningen. Genom att pitcha totalt 29,2 raka inningar utan att tillåta några poäng satte Ruth ett nytt World Series-rekord, och det var ett av de rekord som han var mest stolt över. Det slogs inte förrän 1961 av Whitey Ford. Ruth hjälpte sig själv i matchen genom att slå en triple i fjärde inningen som gav två poäng. Red Sox vann matchen med 3–2 och vann till slut matchserien med 4–2 i matcher, den tredje World Series-triumfen på fyra säsonger. Ruth pitchade aldrig mer i World Series under sin karriär, men hade imponerande statistik – han vann alla sina tre starter och hade en ERA på 0,87. Den sistnämnda siffran var ett rekord för World Series som inte slogs förrän 1946 av Harry Brecheen.

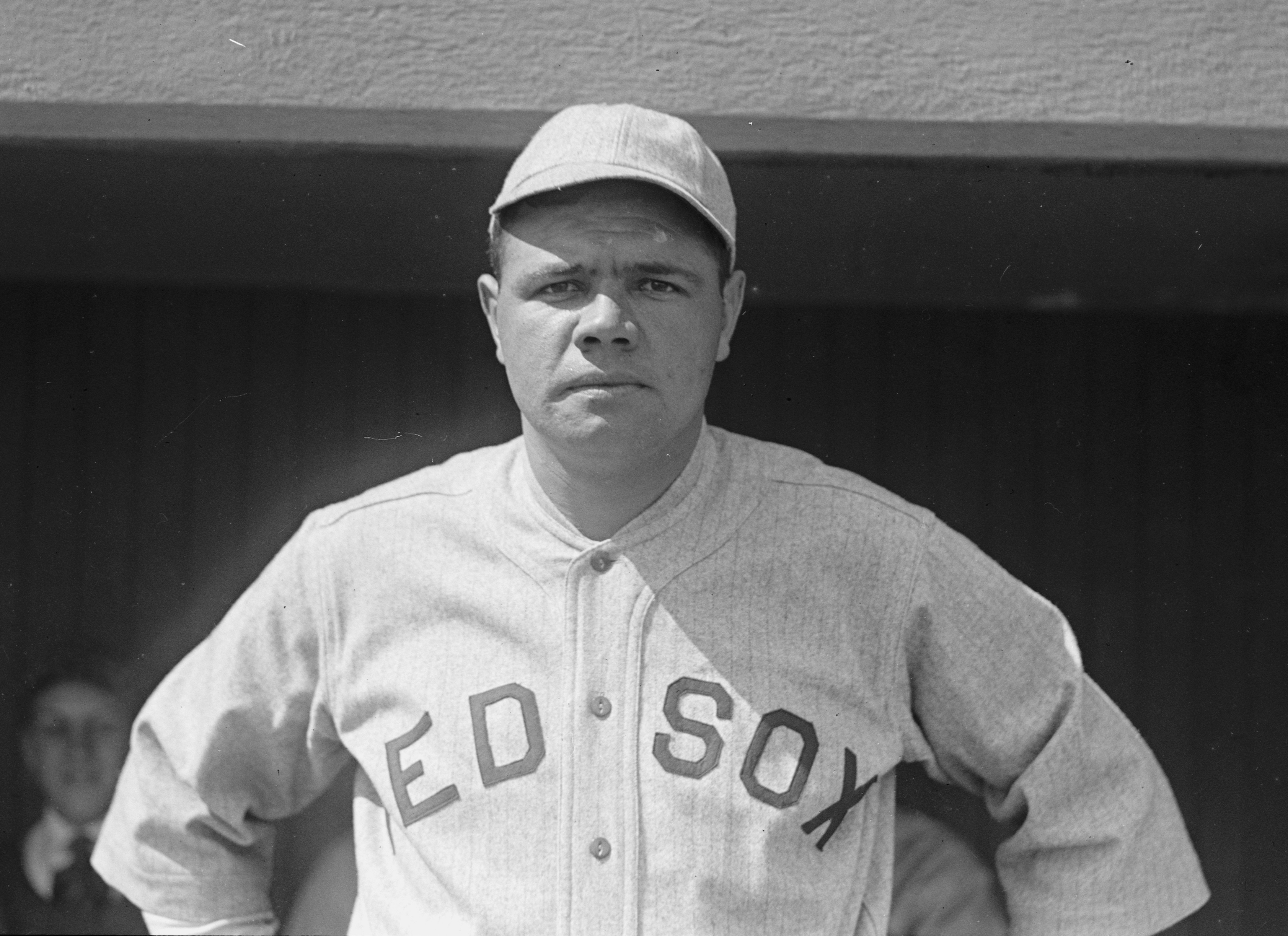
Ruth under 1919 års säsong, hans sista för Boston Red Sox.

Ruth användes ännu mindre som pitcher 1919 och startade bara 15 matcher, och de flesta av dessa starter kom under den första halvan av säsongen. Han var totalt 9–5 med en ERA på 2,97 sett över hela säsongen, vilken blev den sista då Ruth användes som pitcher i mer än bara några strömatcher. Men det var med slagträt som han skapade rubriker och intresse över hela USA. Han slog på sina 130 matcher hela 29 homeruns, vilket var nytt MLB-rekord för en säsong, två fler än de 27 som Ned Williamson slog 1884. Även i at bats per homerun satte han ett nytt MLB-rekord med 14,90; igen var det Williamson som hade satt det gamla rekordet 1884 (15,44). Ruths slaggenomsnitt var 0,322 och han var bäst i MLB i de flesta andra offensiva kategorierna, såsom 114 RBI:s (113 enligt Baseball-Reference.com), 103 poäng, 284 total bases, 75 extra-base hits, 0,456 i on-base %, 0,657 i slugging % och 1,114 i OPS. Trots Ruths fantastiska säsong hamnade Red Sox på den undre halvan av tabellen i AL.
Det var efter 1919 års säsong som Red Sox ägare Frazee sålde sin stora stjärna och publikmagnet Ruth till New York Yankees, och få spelarövergångar i idrottshistorien har blivit lika omdiskuterade som denna. Den främsta orsaken till försäljningen tros ha varit att Frazee helt enkelt behövde pengar eftersom han hade stora skulder som skulle betalas, bland annat avseende köpet av Red Sox tre år tidigare, samtidigt som hans teaterföreställningar inte gick så bra. Samtidigt var det så att Ruth länge hade retat klubbledningen med Frazee i spetsen genom att ständigt bryta mot klubbens interna regler och uppförandekoder, motsätta sig att pitcha och hela tiden kräva höjd lön. Frazee hade redan inför 1919 års säsong uttalat offentligt att han kanske skulle sälja Ruth, men den gången hade de till slut kommit överens om en ny lön och Ruth stannade i klubben. När Ruth sedan satte nytt rekord med 29 homeruns 1919 blev hans krav på löneförhöjning ännu större. Frazee var ovillig att möta Ruths krav, och när New York Yankees, som många gånger hade sett Ruth slå homeruns i deras hemmaarena Polo Grounds, visade intresse för Ruth var förutsättningarna på plats för en överenskommelse. Den 26 december såldes så Ruth till Yankees för rekordsumman 100 000 dollar.
Försäljningen av Ruth till Yankees gav många år senare, i samband med Red Sox hjärtslitande förlust mot New York Mets i World Series 1986, upphov till legenden om att en förbannelse uppkallad efter ett av Ruths många smeknamn, The Curse of the Bambino, hade drabbat Red Sox i och med övergången. Frazees namn blev draget i smutsen och han fick skulden för att Red Sox under lång tid kom att leva i skuggan av Yankees, som utvecklades till den ojämförligt mest framgångsrika klubben i MLB medan Red Sox fick vänta på nästa World Series-titel ända till 2004. Vid tidpunkten för försäljningen var dock opinionen delad; det fanns de som ansåg att Red Sox skulle klara sig bättre utan den besvärliga Ruth och att Yankees tog en stor risk med tanke på den rekordstora övergångssumman.
Under Ruths sex säsonger för Red Sox var han som pitcher 89–46 med en ERA på 2,19 på 158 matcher, varav 144 starter (143 enligt Baseball-Reference.com). Som slagman hade han ett slaggenomsnitt på 0,308, 49 homeruns och 230 RBI:s (224 enligt Baseball-Reference.com) på 391 matcher.

#### New York Yankees

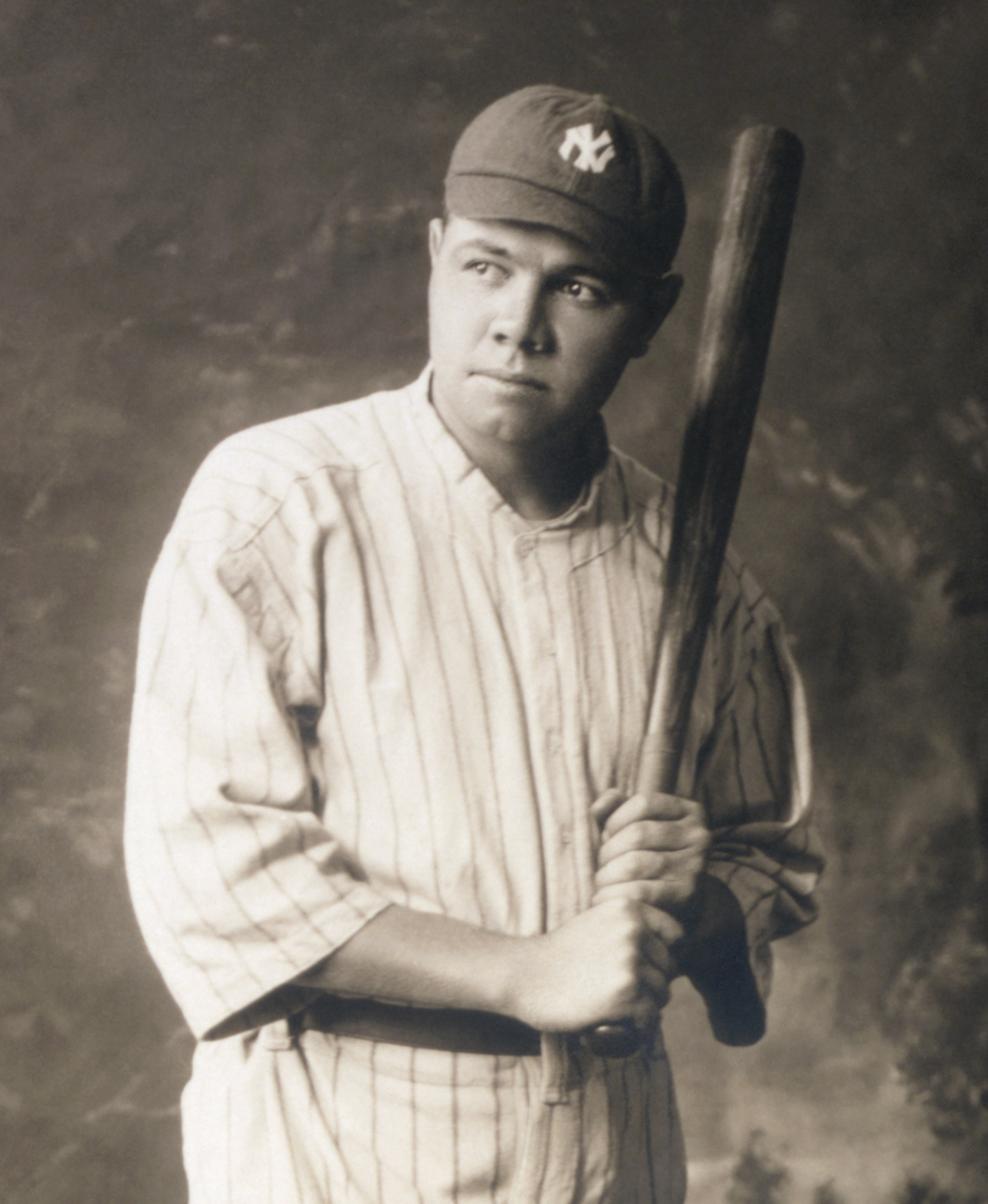
Ruth i New York Yankees klassiska kritstrecksrandiga dräkt 1920, det första år han spelade för klubben.

Ruths krav på löneförhöjning möttes av Yankees huvudägare Jacob Ruppert, som snabbt kom överens med sin nya stjärna om en dubblering av hans årslön under de två år som återstod av hans kontrakt, från 10 000 dollar till 20 000 dollar per år.
Ruth fann sig snabbt till rätta i New York, både på basebollplanen och utanför. Han slapp tänka på att pitcha (under de 15 säsonger som han spelade för Yankees spelade han bara fem matcher som pitcher) och hans utsvävande livsstil passade väl in i det "glada 1920-talets" New York. Timingen var också perfekt med tanke på att 1920 var första säsongen som man dels förbjöd användandet av så kallade "spitballs", alltså kast med bollar som man kletat saliv, vaselin eller någon annan substans på för att få dem att röra sig på ett oväntat sätt i luften, och dels föreskrev att slitna eller smutsiga bollar måste bytas ut mot nya, vilket gjorde att bollarna blev lättare att se och träffa. Själva materialet i bollarna utvecklades också, där nya massproducerade, korkfyllda bollar underlättade långa slag. Allt det här bidrog till att en ny era i MLB, kallad the live-ball era, inföll.
Ruth hade en mindre lyckad april och slog inte sin första homerun för Yankees förrän den 1 maj. Dagen efter slog han sin andra och när månaden var över hade han satt ett nytt MLB-rekord med elva homeruns under en kalendermånad. Rekordet varade bara i en månad eftersom Ruth slog 13 homeruns under juni månad. Han tangerade sitt eget säsongsrekord på 29 homeruns, satt föregående säsong, redan i mitten av juli och när den månaden var slut hade han slagit 37. Även om hans homerun-tempo saktade in något efter det, kom han ändå till slut upp i 54 homeruns, en närmast ofattbar siffra på den tiden. För att förstå hur fantastisk Ruths prestation var kan nämnas att den som slog näst flest homeruns i MLB bara slog 19 stycken, att Ruth ensam slog fler homeruns än vad alla utom en av de andra 15 klubbarna i AL/NL gjorde och att han ensam stod för 14,6 % av alla 369 homeruns som slogs i AL. Förutom i homeruns satte Ruth nya MLB-rekord i walks (150), slugging % (0,847), OPS (1,379), extra-base hits (99) och at bats per homerun (8,48). Tre av rekorden skulle visa sig mycket långlivade i AL/NL (de andra tre slogs snart av Ruth själv) – rekordet i at bats per homerun slogs först 1996 av Mark McGwire med 8,13 (Josh Gibson hade dock 7,80 i Negro leagues 1937), rekordet i slugging % stod sig ända till 2001, då Barry Bonds hade 0,863 (Mule Suttles hade dock 0,877 i Negro leagues 1926), och rekordet i OPS klarade sig ytterligare ett år innan Bonds hade 1,381 2002 (Chino Smith hade dock 1,421 i Negro leagues 1929). Ruth var 1920 även bäst i MLB i poäng (158), RBI:s (137 [135 enligt Baseball-Reference.com]) och on-base % (0,532). Han spelade 142 matcher och användes på alla tre positionerna i outfield, men mest som rightfielder. Yankees slutade på tredje plats i AL, men drog nästan 1,3 miljoner åskådare till sina hemmamatcher på Polo Grounds, vilket var första gången i MLB:s historia som en klubb drog över en miljon åskådare under en säsong. Av de många italienskättade fansen som bodde i närheten av Polo Grounds fick Ruth smeknamnet The Bambino. Ruth fick även publiken att strömma till Yankees bortamatcher och var snabbt på väg att bli en av de mest kända och beundrade personerna i USA alla kategorier.
Ruth fortsatte under 1921 års säsong att slå homeruns i en aldrig tidigare skådad takt. När säsongen inleddes hade han slagit 103 homeruns under karriären och redan den 18 juli passerade han det tidigare MLB-rekordet på 138 homeruns, satt av Roger Connor i slutet av 1800-talet. Ruth skulle komma att förbättra Connors rekord med hela 576 homeruns under resten av karriären. När 1921 års säsong närmade sig slutet var den stora frågan om Ruth skulle lyckas slå sitt eget rekord på 54 homeruns under en säsong. Han hade före säsongen förutspått att han skulle göra det, och den 15 september uppfyllde han sin profetia när han slog homerun nummer 55. Därefter slog han fyra till och satte för tredje säsongen i rad ett nytt MLB-rekord i antal homeruns under en säsong. Han satte även nya MLB-rekord i total bases med 457 och i extra-base hits med 119, och båda dessa rekord står sig än i dag (2024) trots att man numera spelar fler matcher per säsong än då. Vidare var Ruth bäst i MLB med 177 poäng (än i dag [2024] delat näst bäst genom tiderna efter Billy Hamiltons 192 poäng [198 enligt Baseball-Reference.com] 1894), 171 RBI:s (168 enligt Baseball-Reference.com), 145 walks, 0,512 i on-base %, 0,846 i slugging % (minimalt sämre än föregående säsong och än i dag [2024] tredje bäst genom tiderna i AL/NL), 1,359 i OPS och 9,15 at bats per homerun. Han spelade 152 matcher, mest som leftfielder.
Yankees vann AL för första gången i klubbens historia och kvalificerade sig därmed för klubbens första World Series. Motståndare var lokalkonkurrenten New York Giants och det var första gången som alla matcher i en World Series spelades i en och samma arena (Polo Grounds). Ruth var armbågs- och knäskadad men deltog ändå i de tre första matcherna, varav Yankees vann de två första. Efter match tre svullnade hans armbåge kraftigt och han beordrades att inte spela i match fyra. Det gjorde han ändå och slog sin första World Series-homerun, men Giants vann matchen. Ruth trotsade klubbläkarens order även i match fem, som Yankees vann, men infektionen i armbågen blev värre och han sades riskera amputation om han fortsatte spela. Han tvingades därför stå över match sex och sju och kom bara in som pinch hitter i nionde inningen av match åtta. Yankees förlorade alla tre matcherna och därmed matchserien med 3–5 i matcher, så efter tre segrar på tre försök med Boston fick Ruth nu för första gången erfara hur det kändes att förlora en World Series. Hans slaggenomsnitt var 0,313 med en homerun och fyra RBI:s.

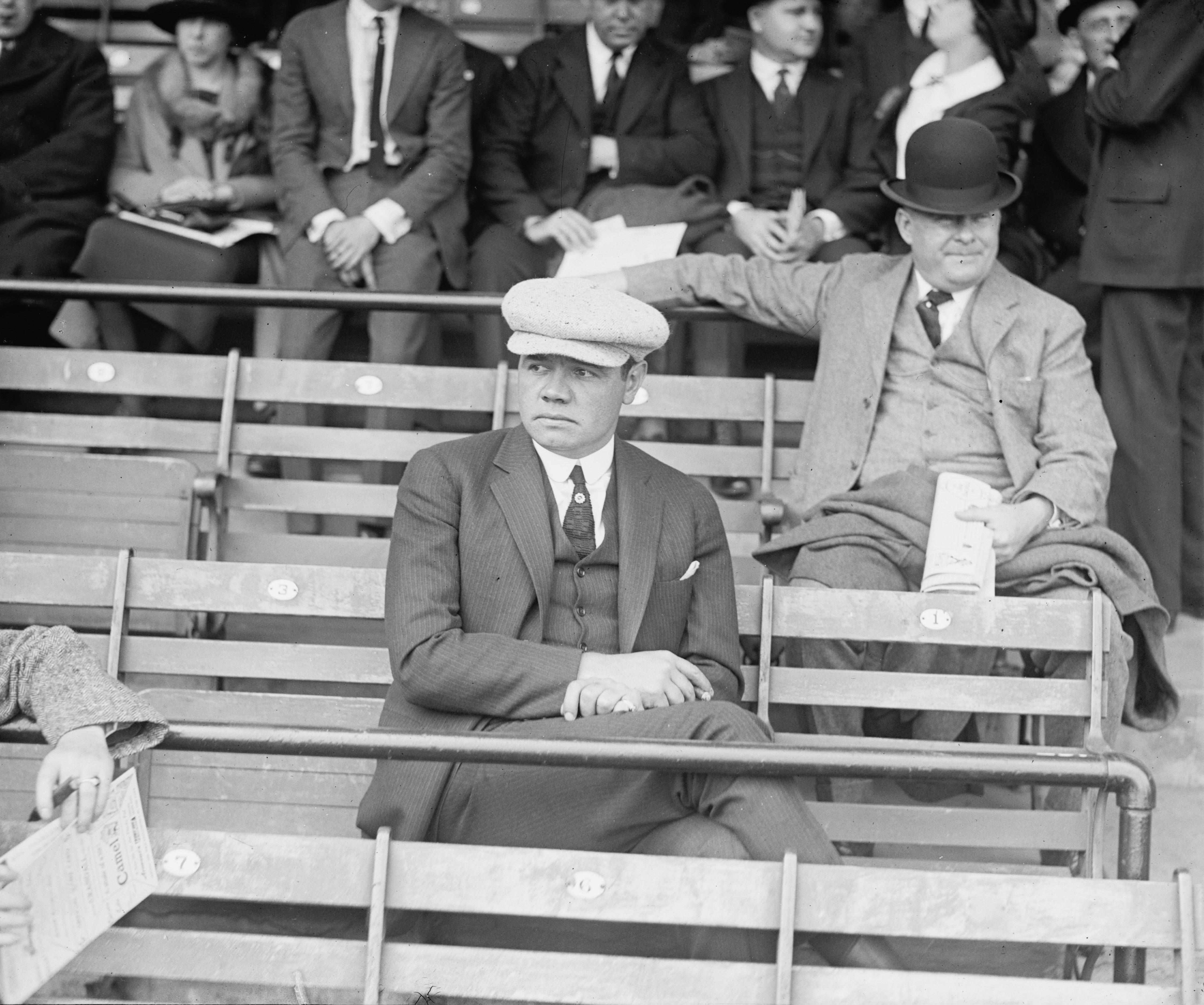
Ruth på läktarplats under den första matchen av 1922 års säsong, då han började avtjäna en sex veckor lång avstängning.

Efter World Series spelade Ruth och ett par andra Yankees-spelare några uppvisningsmatcher, vilket var förbjudet på den tiden för spelare som hade deltagit i World Series. Basebollkommissarien Kenesaw Mountain Landis stängde av Ruth och de andra under de första sex veckorna av 1922 års säsong och bötfällde dem på den summa som de hade tjänat under World Series (drygt 3 000 dollar).
Inför 1922 års säsong skrev Ruth på ett nytt kontrakt med Yankees som gav honom en årslön på 52 000 dollar, en svindlande summa på den tiden och mer än dubbelt så mycket som det tidigare lönerekordet i MLB. Han skulle komma att vara den högst betalade spelaren i MLB varje säsong till och med 1934. Han utsågs också till Yankees lagkapten. På grund av avstängningen spelade han inte sin första match förrän den 20 maj och redan den 25 maj blev han avsatt som lagkapten, och avstängd en match, efter att under en match dels ha kastat grus på en domare och dels ha hoppat upp på läktaren för att försöka slåss med en häcklande åskådare. I juni stängdes han av tre dagar för att ha skrikit obsceniteter åt en domare, och när han fick reda på avstängningen utmanade han domaren på slagsmål vilket ledde till att avstängningen förlängdes med ytterligare två dagar. Efter en svag inledning av säsongen, då det hände att publiken buade åt honom, kom han igång och hade en bra säsong, även om den inte kunde mäta sig med de två föregående då han hade varit helt dominerande. På 110 matcher, mest som leftfielder, hade han ett slaggenomsnitt på 0,315, 35 homeruns och 99 RBI:s (96 enligt Baseball-Reference.com). Trots att 1922 var något av ett mellanår för Ruth var han ändå bäst i MLB i at bats per homerun (11,60) och även bäst i AL och näst bäst i AL/NL, endast slagen av Rogers Hornsby, i slugging % (0,672) och OPS (1,106). I homeruns var han "bara" tredje bäst i AL.
För andra året i rad vann Yankees AL och fick återigen möta New York Giants i World Series. Giants vann med 4–0 i matcher (dessutom slutade en match oavgjord) i matchserien som från och med nu spelades i bäst-av-sju-format, och Ruth hade bara två hits på 17 at bats.

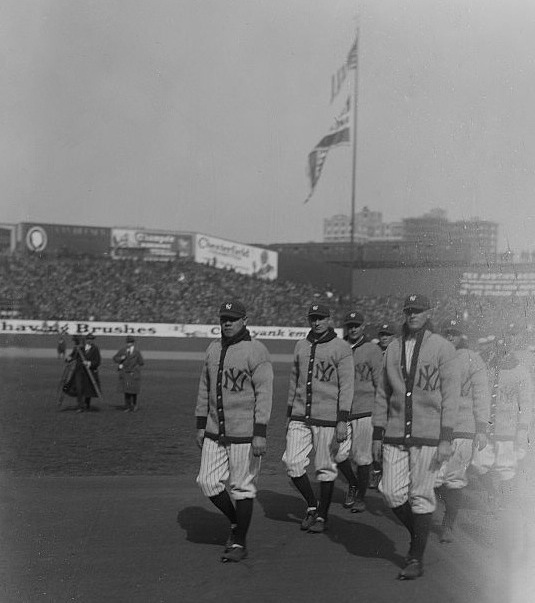
Ruth och hans lagkamrater marscherar in på Yankee Stadium vid arenans invigning den 18 april 1923.

Till 1923 års säsong fick Yankees inte längre spela i Polo Grounds, där de hade varit hyresgäster hos New York Giants sedan 1913. I stället byggdes en ny arena i Bronx precis på andra sidan Harlemfloden. Den nya arenan, som fick namnet Yankee Stadium, byggdes på bara elva månader och var klar just i tid för säsongspremiären i april 1923. Den var utformad för att passa Ruth i det att den hade ett ganska kort avstånd från hemplattan till homerunstaketet i rightfield, vilket gjorde det lättare för vänsterhänta slagmän som Ruth att slå homeruns. Ruth, som hade avhållit sig från utsvävningar under vintern och var i bättre fysisk form än någonsin, gjorde inte storpubliken på premiärmatchen besviken – han slog en matchavgörande homerun, den första i arenans historia. Bygget av den enorma arenan hade möjliggjorts av de framgångar som Yankees hade haft sedan Ruth kom till klubben och det dröjde inte länge förrän arenan började kallas The House that Ruth Built ("Huset som Ruth byggde").
Ruth var tillbaka i form 1923 och hade det högsta slaggenomsnittet (0,393) under hela karriären, vilket var näst bäst i AL/NL. Samtidigt var han bäst i MLB i poäng (151), homeruns (41), RBI:s (131 [130 enligt Baseball-Reference.com]), on-base % (0,545; hans högsta notering under karriären), slugging % (0,764), OPS (1,309), extra-base hits (99), total bases (399) samt bäst i AL/NL i at bats per homerun (12,73). Han satte dessutom ett nytt MLB-rekord med 170 walks, ett rekord som stod sig till 2001, då Barry Bonds hade 177 walks. Ruth spelade 152 matcher och användes ungefär lika ofta i rightfield som i leftfield. Han erhöll efter säsongen sin enda American League Award, priset till ligans bästa spelare (man kunde bara få det priset en gång).
Yankees vann AL klart och ställdes för tredje säsongen i rad mot New York Giants i World Series. Denna gång gick det bättre för Yankees och för Ruth, som slog tre homeruns, hade åtta walks, gjorde åtta poäng och hade ett slaggenomsnitt på 0,368. Med 4–2 i matcher tog Yankees hem klubbens första World Series-titel, men för Ruth var det den fjärde.
Under 1924 års säsong var Yankees favorittippade i AL, men slutade tvåa efter Washington Senators. För Ruth innebar säsongen att han för första och enda gången hade högst slaggenomsnitt i AL (0,378); bara Rogers Hornsby hade bättre i AL/NL. Dessutom ledde han MLB i flera andra offensiva kategorier – poäng (143), homeruns (46), walks (142), on-base % (0,513), total bases (391), extra-base hits (92) och at bats per homerun (11,50) – och var bäst i AL/NL i slugging % (0,739) och OPS (1,252). Han var näst bäst i AL med 121 RBI:s (124 enligt Baseball-Reference.com). Han användes under sina 153 matcher mest som rightfielder.
Ruth hade 1925 sin sämsta säsong under sin tid med Yankees. När han kom till klubbens försäsongsträning hade han gått upp i vikt och vägde nästan 120 kilogram och under försäsongen blev han sjuk och inlagd på sjukhus. Det spekulerades i att han ätit för mycket varmkorv eller drabbats av en könssjukdom och en journalist kallade i en berömd formulering Ruths åkomma för the bellyache heard 'round the world ("magknipet som hördes över hela världen"). Vad det än var så höll det Ruth borta från planen ända till juni och han spelade bara 98 matcher, mest som rightfielder. Han hade ett slaggenomsnitt på 0,290, 25 homeruns och 66 RBI:s (67 enligt Baseball-Reference.com). Antalet homeruns var trots allt delat tredje flest i MLB. Yankees kom sjua och näst sist i AL, men det var klubbens sista säsong med fler förluster än vinster ända fram till 1965.
Inför 1926 års säsong insåg Ruth att han var tvungen att ändra sina dåliga vanor och tränade hårt i sex veckor på ett gym i New York. Han gick ned 20 kilogram och kom tillbaka i form. Han dominerade MLB igen under säsongen och ledde alla spelare i poäng (139), homeruns (47), RBI:s (146 [153 enligt Baseball-Reference.com]), walks (144), on-base % (0,516), total bases (365) och at bats per homerun (10,53) samt var bäst i AL/NL i slugging % (0,737) och OPS (1,253). Hans slaggenomsnitt på 0,372 och 82 extra-base hits var näst bäst i AL/NL. Han höll sig frisk hela säsongen och deltog i 152 av klubbens 154 matcher, något oftare som leftfielder än som rightfielder.
Yankees tog hem AL och ställdes i World Series mot St. Louis Cardinals, där Yankees var favoriter men Cardinals vann med 4–3 i matcher. Ruth utmärkte sig på två sätt. Först skrev han World Series-historia genom att bli den första som slagit tre homeruns i samma match, vilket han gjorde i match fyra (Ruth hade aldrig tidigare slagit tre homeruns i samma match). Till saken hör att Ruth i förväg hade lovat en sjuk pojke vid namn Johnny Sylvester att han skulle slå en homerun för denne i just match fyra, något som fick stor uppmärksamhet efteråt, speciellt i samband med att Ruth besökte pojken. I den sjunde och avgörande matchen hemma på Yankee Stadium blev dock Ruth syndabock, trots ytterligare en homerun. I botten av nionde inningen med två brända och i underläge med 2–3 försökte han stjäla andra bas, men hann inte fram utan blev bränd och därmed hade Cardinals vunnit matchen och World Series.

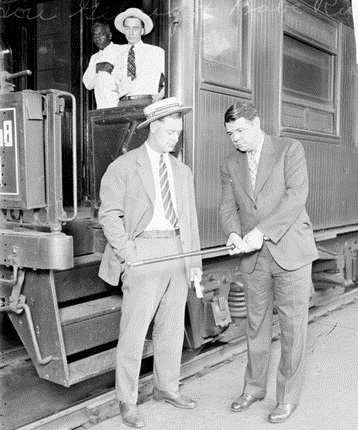
Lou Gehrig och Ruth på en järnvägsstation i Chicago 1927.

Ruth och Yankees kom inför 1927 års säsong överens om ett treårskontrakt som garanterade honom 70 000 dollar om året, klart mest av alla i MLB. Det lag som Yankees ställde upp med den säsongen anses av många vara det bästa i MLB-historien. Spelarna i den fruktade slagordningen, främst de första sex som normalt var Earle Combs, Mark Koenig, Ruth, Lou Gehrig, Bob Meusel och Tony Lazzeri, kallades Murderers' Row (ungefär "mördarnas rad"). Yankees gick fram som en ångvält i AL och vann 110 matcher, ett nytt rekord för ligan och hela 19 fler än tvåan Philadelphia Athletics. Med ligan tidigt avgjord riktades det mesta av intresset mot Ruths försök att slå sitt eget rekord på 59 homeruns under en säsong, satt sex år tidigare. Även hans lagkamrat Gehrig hotade länge rekordet, men mot slutet av säsongen drog Ruth ifrån och i den näst sista matchen slog han sin 60:e homerun för säsongen. Detta rekord kom att stå sig ända till 1961, då Roger Maris slog 61 homeruns (vid den tiden spelade man dock åtta fler matcher per säsong). Ruth slog ensam fler homeruns än vad alla de andra sju klubbarna i AL gjorde. Ruth och Gehrig var överlägsna statistiskt under grundserien, där Ruth var etta i MLB och Gehrig tvåa i homeruns (60 respektive 47; trean hade 30), poäng (158 respektive 149; trean hade 137), walks (137 respektive 109; trean hade 105), slugging % (0,772 respektive 0,765; trean hade 0,699), OPS (1,258 respektive 1,240; trean hade 1,195) och at bats per homerun (9,00 respektive 12,43; trean hade 12,45), medan Gehrig var etta och Ruth tvåa i RBI:s (175 respektive 164; trean hade 131 [173, 165 och 131 enligt Baseball-Reference.com]), total bases (447 respektive 417; trean hade 342) och extra-base hits (117 respektive 97; trean hade 73). Dessutom var Ruth bäst i AL/NL i on-base % (0,486). Han spelade 151 matcher, mest som rightfielder.
Pittsburgh Pirates var chanslösa i World Series, som Yankees vann med 4–0 i matcher som kulmen på sin fantastiska säsong. Ruth bidrog med ett slaggenomsnitt på 0,400, två homeruns och sju RBI:s. Han vann därmed sin femte World Series-ring.
Yankees var inte lika överlägsna 1928 och fick kämpa ända in i slutet för att ta hem sin tredje raka ligaseger. Ruth låg länge före sitt homerun-tempo från föregående säsong; den 1 augusti, efter 102 matcher, hade han redan slagit 42 homeruns och skulle hamnat på 63 om han orkat hålla det tempot under resten av säsongen. Han kunde dock inte hålla i hela vägen och slog bara tolv till under de sista två månaderna, men nådde ändå 54 homeruns, nästan dubbelt så många som tvåan i MLB (31). Han var även bäst i MLB i poäng (163), RBI:s (142 [146 enligt Baseball-Reference.com, vilket enligt den källan var en färre än Gehrig]), walks (137), slugging % (0,709), total bases (380) och at bats per homerun (9,93), bäst i AL/NL i OPS (1,172) samt bäst i AL i extra-base hits (91). Han skulle efter denna säsong aldrig mer vara bäst i MLB och/eller AL i poäng, RBI:s, total bases och extra-base hits. Hans slaggenomsnitt sjönk till "bara" 0,323. Han spelade alla Yankees 154 matcher och fick mest speltid som rightfielder.
Yankees vann för andra året i rad World Series med 4–0 i matcher, denna gång mot St. Louis Cardinals som hade varit favoriter inför mötet på grund av flera skador i Yankees spelartrupp; bland annat hade Ruth problem med en vrist. Trots skadan spelade Ruth fantastiskt och hade ett slaggenomsnitt på hela 0,625 (nytt rekord för World Series), en slugging % på 1,375 och en OPS på 2,022. I match fyra tangerade han sitt eget rekord genom att slå tre homeruns. Gehrig spelade minst lika bra och hade bland annat ännu högre slugging % (1,727) och OPS (2,433) än Ruth. Deras insatser tillsammans med bra pitching räckte för seger trots att resten av laget hade ett slaggenomsnitt på bara 0,196. Ruths sjätte triumf i World Series var därmed ett faktum.
Under 1929 års säsong hade Yankees spelare för första gången tröjnummer på ryggen och Ruth fick nummer 3 eftersom han slog som nummer tre i slagordningen. Han nådde den 11 augusti som den första någonsin i MLB milstolpen 500 homeruns under grundserien. Vid den tidpunkten hade tvåan genom tiderna, Cy Williams, slagit nästan exakt hälften så många (249). Yankees vann inte AL för första gången sedan 1925, trots att Ruth hade ännu en fin säsong. Han spelade bara 135 matcher, oftast som rightfielder, eftersom han missade ett par veckor i början av juni, men ledde ändå MLB i homeruns (46) och var även bäst i at bats per homerun (10,85) samt bäst i AL/NL i slugging % (0,697). Vidare var han bäst i AL i OPS (1,128), näst bäst i RBI:s (154) och topp tio i slaggenomsnitt (0,345).
Yankees mångåriga tränare Miller Huggins avled hastigt och oväntat i slutet av 1929 års säsong och Ruth antydde att han gärna skulle ta över jobbet och vara spelande tränare, men han fick inte något sådant erbjudande; tränarjobbet gick i stället till Ruths gamla lagkamrat Bob Shawkey. Samtidigt gick Ruths kontrakt ut efter 1929 års säsong och han ville ha högre lön, enligt uppgift så mycket som 100 000 dollar per år, trots den nyligen inträffade Wall Street-kraschen. Parterna stod från början långt ifrån varandra, men till slut kom de överens om ett tvåårskontrakt värt rekordsumman 80 000 dollar per år, mer än vad den dåvarande presidenten Herbert Hoover tjänade och hela 2,4 gånger mer än vad den näst bäst betalda spelaren den säsongen, Rogers Hornsby, tjänade.

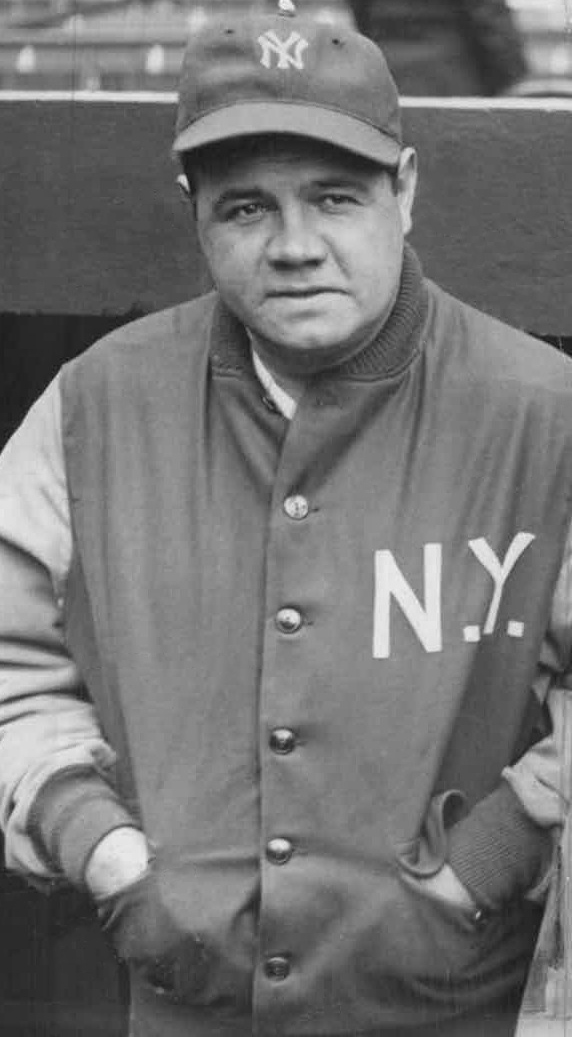
Ruth i april 1930.

När 1930 års säsong väl kom igång slog Ruth återigen länge fler homeruns än under rekordåret 1927; han hade slagit 31 stycken efter bara 68 matcher och hade han fortsatt så hade han slagit 70 homeruns. Precis som 1928 kunde han inte hålla samma tempo säsongen ut utan fick nöja sig med 49, vilket ändå var bäst i AL liksom hans notering på 10,57 at bats per homerun. I walks (136) var han bäst i hela MLB och i on-base % (0,493), slugging % (0,732) och OPS (1,225) var han bäst i AL/NL. Hans slaggenomsnitt var 0,359, tredje bäst i AL, och han hade 153 RBI:s, fjärde bäst i ligan. Han spelade mest som rightfielder under sina 145 matcher, men fick även pitcha för första gången på nio år, en complete game-vinst mot sin gamla klubb Boston Red Sox i säsongens sista match. Yankees kom bara trea i AL och Shawkey fick sparken som tränare efter bara ett år. Han ersattes av Joe McCarthy och Ruth blev återigen förbigången.
Ruth hade ytterligare en fantastisk säsong 1931, vid 36 års ålder, och var etta i MLB i homeruns (46), walks (128), on-base % (0,495), slugging % (0,700), OPS (1,195) och at bats per homerun (11,61). Det var dock den sista säsongen under hans karriär som han ledde MLB och/eller AL i någon av dessa kategorier förutom walks och on-base %. Hans slaggenomsnitt på 0,373 var hans högsta sedan 1924 och näst bäst i AL/NL. Hans 163 RBI:s (162 enligt Baseball-Reference.com) var hans tredje högsta resultat under karriären efter 1921 och 1927 och näst bäst i MLB. Han spelade 145 matcher, mest som rightfielder. Efter säsongen delades för första gången Most Valuable Player Award, priset till ligans mest värdefulla spelare, ut och Ruth kom femma i omröstningen till AL:s pris.
1932 fick Ruth acceptera en lönesänkning till 75 000 dollar, vilket fortfarande var den högsta lönen i MLB. Han hade ett slaggenomsnitt på 0,341 (femte bäst i AL), 41 homeruns (näst bäst) och 137 RBI:s (fjärde bäst). Avseende walks (130) och on-base % (0,489) var han bäst i MLB. Han missade ett par veckor i september och spelade därför bara 133 matcher, mest som rightfielder. Han kom delad sexa i omröstningen till AL:s MVP Award.
Yankees vann AL för första gången sedan 1928 och fick i World Series möta Chicago Cubs. Yankees vann de första två matcherna hemma och matchserien flyttade därefter till Wrigley Field. Där inträffade i den tredje matchen den kanske mest mytomspunna händelsen i Ruths karriär, hans så kallade called shot. Vid ställningen 4–4 i toppen av den femte inningen och med en bränd var det Ruths tur att slå mot Cubs pitcher Charlie Root, som han redan hade slagit en trepoängs-homerun mot i första inningen. Både publiken och Cubs spelare, främst avbytarna, skrek en mängd förolämpningar åt Ruth. Efter det fjärde kastet, med två bollar och två strikes, gjorde han en pekande gest som vissa tolkade som att han visade att han skulle slå nästa kast över homerun-staketet i centerfield, vilket han också gjorde. Andra menade att han bara visade att han hade en strike kvar eller att han gestikulerade mot Cubs avbytarbänk eller mot Root. Vad Ruth än menade med gesten så gav den upphov till en av de mest omdiskuterade händelserna i amerikansk idrottshistoria. En amatörfilm av händelsen dök upp långt senare, men gav inget definitivt svar på frågan vad Ruth egentligen menade med sin gest. Yankees vann matchen och sedan även den fjärde matchen, vilket innebar att man hade vunnit tolv raka World Series-matcher, och därmed hade Ruth vunnit sin sjunde och sista World Series-titel.

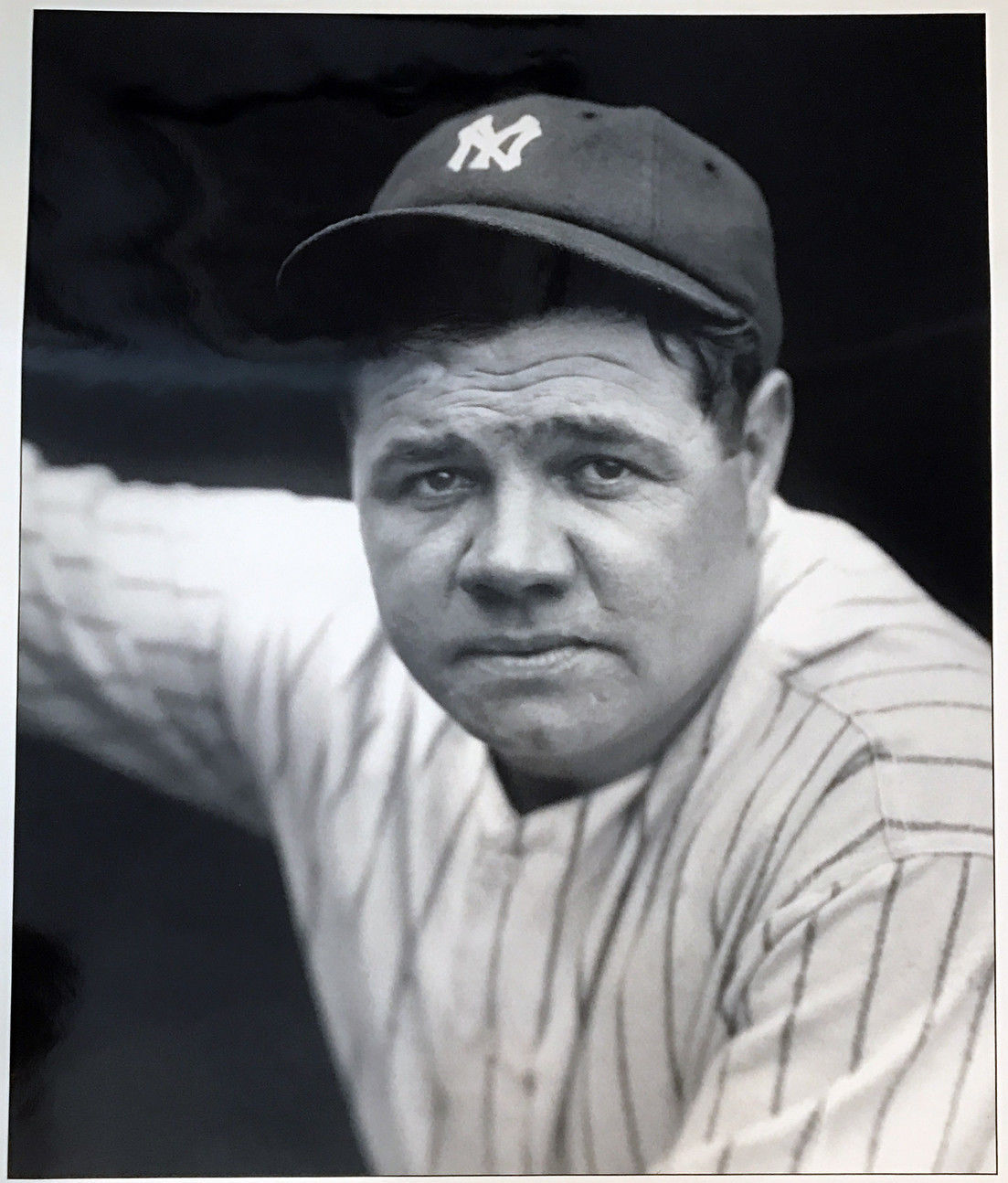
Ruth 1933, hans näst sista säsong för New York Yankees.

Ruth var en fruktad slagman även vid 38 års ålder 1933 och slog under sina 137 matcher näst flest homeruns i MLB (34). När det gäller walks var han till och med etta i MLB med 114. Hans slaggenomsnitt sjönk dock till 0,301 och han hade "bara" 103 RBI:s (104 enligt Baseball-Reference.com). Även om hans stjärna var i dalande röstades han fram till att spela från start i MLB:s första all star-match som spelades i Chicago i början av juli, som en del av den där pågående världsutställningen. Han slog en homerun i den tredje inningen, den första i en all star-match någonsin och en bidragande orsak till AL:s vinst med 4–2. För det mesta spelade han som rightfielder, men precis som 1930 fick han pitcha Yankees sista match för säsongen, och precis som då pitchade han en complete game-vinst mot Boston Red Sox. Det var sista gången som den forna stjärnpitchern pitchade i MLB.
Efter säsongen fick Ruth ett erbjudande att bli spelande tränare för Detroit Tigers. Problemet var att han precis var på väg till Hawaii för att spela några uppvisningsmatcher så han kunde inte komma till Detroit för att diskutera saken. Dessutom visade det sig att hans lönekrav var alldeles för höga för Tigers ägare, så det blev inget av med det hela. Det fanns också uppgifter om att han var påtänkt som tränare för Yankees högsta farmarklubb Newark Bears, men inte heller detta ledde någonvart.
Ruth spelade 1934 sin 15:e och sista säsong för Yankees. Han gick med på en kraftig lönesänkning till 35 000 dollar, vilket fortfarande var den högsta lönen bland alla spelare i MLB men hans lägsta sedan 1921. Hans fysiska form var inte den bästa efter många år av hårt leverne, men han kunde fortfarande svinga ett slagträ. Han röstades för andra året i rad fram till att starta all star-matchen i juli, och bara några dagar senare slog han sin 700:e homerun under grundserien. Vid den tidpunkten var hans lagkamrat Lou Gehrig tvåa i statistiken med 323 homeruns. Under Yankees sista match för säsongen i Boston i mitten av augusti fick Ruth stående ovationer av Red Sox-fansen, som fyllde Fenway Park till bristningsgränsen för att få en sista skymt av honom. Å andra sidan dök bara 1 500 åskådare upp till hans sista match i Yankee Stadium, The House that Ruth Built, i slutet av september, där han blev utbytt redan i första inningen. Han hade under säsongen ett slaggenomsnitt på 0,288, hans lägsta sedan 1916 då han fortfarande var pitcher. Vidare slog han 22 homeruns och hade 84 RBI:s. En del av förklaringen till de relativt låga siffrorna var att han bara spelade 125 matcher på grund av olika skador, som vanligt mest som rightfielder.
Vid det här laget av Ruths karriär visste han att hans dagar som spelare snart var över och han ville fortfarande gärna få chansen att vara tränare för en klubb i MLB. Helst av allt ville han bli tränare för Yankees, men McCarthy satt säkert och skulle komma att leda Yankees ända till 1946. Hösten 1934 hotade Ruth att lägga av om han inte fick tillstånd av Yankees att försöka bli tränare i en annan klubb. Därefter åkte han på en turné till Japan för att spela uppvisningsmatcher tillsammans med flera andra av de största stjärnorna i AL, såsom Lou Gehrig, Lefty Gomez, Jimmie Foxx, Charlie Gehringer och Earl Averill. Ruth var fortfarande den största stjärnan och gjorde ingen besviken; han slog 13 homeruns på drygt lika många matcher. Efteråt åkte han jorden runt med sin familj.

#### Boston Braves

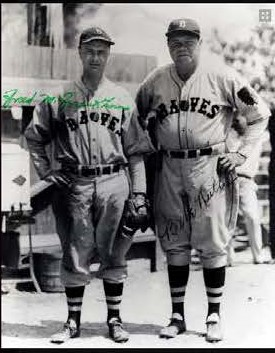
Fred Frankhouse och Ruth i Boston Braves dräkt 1935.

Under tiden började Yankees ägare Ruppert förhandla om Ruth med Emil Fuchs, ägaren av Boston Braves i NL, som var i ekonomiskt trångmål och behövde någon som kunde locka mer publik till Braves matcher. Till slut kom de överens och i slutet av februari 1935 blev Ruth klar för Boston Braves. Kontraktet löpte över tre år och innebar att Ruth förutom att spela för klubben även skulle bli dess vicepresident och assisterande tränare samt skulle få en andel av klubbens vinst om sådan skulle uppstå. Han lockades också med att i framtiden kunna bli delägare i och huvudtränare för klubben. Ruth var mycket nöjd, men det skulle visa sig att mycket i kontraktet bara var tomma ord.
Det skar sig mellan Ruth och Fuchs redan under försäsongsträningen. Ruth lockade stora åskådarskaror till klubbens matcher och förväntade sig att få del av de ökade inkomsterna, men Fuchs hade andra tankar. Den första tävlingsmatchen blev dock en stor succé inför storpublik i Ruths första hemmamatch i Boston sedan 1919. Han slog en homerun och hade tre RBI:s, och fångade dessutom en fin lyra, i Braves 4–2-vinst och hyllades av hemmapubliken. Han hade två hits i nästa match, men därefter presterade han inte alls som förväntat och vid en tidpunkt i slutet av maj var hans slaggenomsnitt så lågt som 0,145 och han hade bara slagit två homeruns sedan öppningsmatchen. Då visade han en sista gång vilken makalös slagman han var. I en match den 25 maj i Forbes Field i Pittsburgh slog han tre homeruns, de tre sista under karriären, varav den sista flög ut ur arenan över läktartaket bortom rightfield, något som aldrig hade hänt tidigare i arenans 26-åriga historia. Han hade sex RBI:s under matchen. Han spelade därefter fem matcher till utan att få till någon mer hit. Den sista av dessa spelades den 30 maj i Philadelphia och Ruth utgick redan efter den första inningen. Ingen, inte heller Ruth, visste då att detta skulle visa sig vara hans sista match under karriären, men tre dagar senare meddelade han att han lade skorna på hyllan efter ett bråk med Fuchs angående en uppvisningsmatch. Ruth hade vid det laget kommit till insikt om att han aldrig skulle få chansen att bli tränare för klubben eller få något riktigt inflytande i klubbledningen, utan bara hade använts av Fuchs för att locka publik. Ruth hade 1935, under de blott 28 matcher som han spelade, ett slaggenomsnitt på 0,181, det lägsta under hela karriären. Han slog sex homeruns och hade tolv RBI:s och användes mest som leftfielder.

## Efter karriären

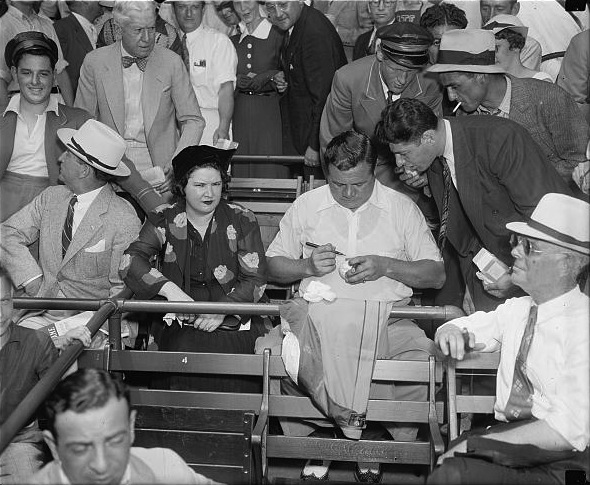
Ruth med hustrun Claire under all star-matchen 1937 i Griffith Stadium i Washington.

Ruth var borta från strålkastarljuset under några år efter det att han slutade 1935, men hans önskan att en dag bli tränare i MLB fanns hela tiden kvar. Därför var han inte sen att tacka ja när han i juni 1938 erbjöds 15 000 dollar för att bli assisterande tränare (first base coach) för Brooklyn Dodgers, en klubb på dekis efter flera svaga säsonger. Det var efter det att han hade varit och tittat på en Dodgers-match i Ebbets Field någon dag tidigare, till den övriga publikens stora förtjusning, som han fick erbjudandet. Under samma match hade motståndarnas pitcher pitchat en no-hitter och Dodgers säsong var i behov av en injektion, vilken man hoppades skulle komma med Ruth i tränarstaben. Dodgers huvudtränare vid denna tid var Burleigh Grimes, en tidigare framgångsrik pitcher för klubben. Andra personer med mycket inflytande var sportchefen Larry MacPhail och lagkaptenen Leo Durocher, som låg bra till för att efterträda Grimes efter säsongen.
Ruths återkomst fick stor uppmärksamhet och drog publik till Dodgers matcher. Han blev snabbt populär bland spelarna, som tyckte att hans närvaro var stimulerande och lyssnade på vad han hade att säga. Enda undantaget var Durocher, som ogillade Ruth. Tyvärr ledde inte Ruths närvaro till att lyfta Dodgers spel på samma sätt som den lyfte publiksiffrorna, utan man fortsatte att förlora fler matcher än man vann och var parkerade nära botten av tabellen i NL. Under tiden växte motsättningarna mellan Ruth och Durocher, vilka gick tillbaka till när de var lagkamrater i Yankees och bland annat inbegrep en anklagelse från Ruth om att Durocher hade stulit hans armbandsur. Den hetlevrade Durocher retade sig bland annat på att Ruth i princip struntade i att förmedla signaler från tränaren till spelarna, normalt en uppgift för en first base coach, vilket inte heller förbättrade Ruths chanser att tas på allvar som en framtida huvudtränare. Hans insats begränsades oftast till att veva med armarna, klappa händerna och ropa uppmuntrande ord till spelarna. I augusti gick det så långt att Ruth och Duroher började slåss i omklädningsrummet efter en match, och MacPhail tog Durochers parti. Om det fortfarande fanns någon klubbägare i MLB som övervägde att anställa Ruth som huvudtränare så slog han nog sådana tankar ur hågen efter detta. Efter säsongen fick Grimes sparken och ersattes av Durocher, som föga överraskande meddelade att Ruth inte skulle återvända som assisterande tränare nästa säsong. Ruth, som inte var intresserad av att ta något tränarjobb i en minor league, arbetade aldrig mer inom baseboll.

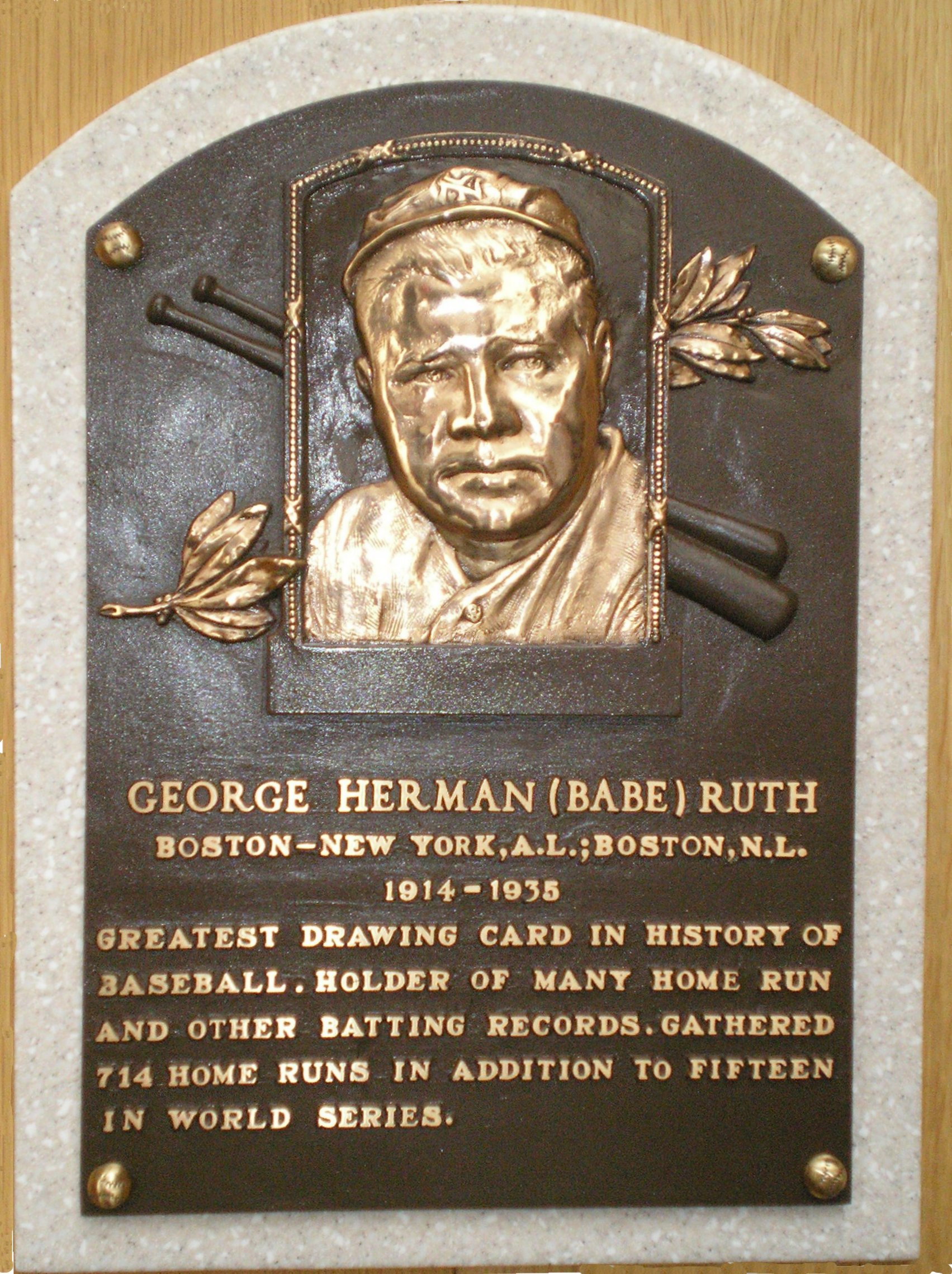
Ruths minnestavla i National Baseball Hall of Fame and Museum.

Den 12 juni 1939 närvarade Ruth vid invigningen av National Baseball Hall of Fame and Museum i Cooperstown i delstaten New York. Han hade tre år tidigare varit en av de fem första att bli invald i Hall of Fame tillsammans med Ty Cobb, Honus Wagner, Christy Mathewson och Walter Johnson. Ruth valdes något överraskande inte in enhälligt – han erhöll 215 röster av 226 möjliga (95 %).
Några veckor senare, på USA:s självständighetsdag den 4 juli, deltog Ruth i Lou Gehrigs avtackningsceremoni i Yankee Stadium. Ruth och Gehrig hade inte alltid dragit jämnt, men vid detta gripande tillfälle visade de varma känslor för varandra. Gehrig, som hade tvingats att avbryta sin karriär tidigare under säsongen eftersom han drabbats av amyotrofisk lateralskleros (ALS), i USA även kallad Lou Gehrig's disease, höll ett mycket berömt avskedstal och omfamnades efteråt av en tårögd Ruth. Även Ruth höll tal under ceremonin.
Under andra världskriget gjorde Ruth flera framträdanden för att samla in pengar till USA:s krigsinsats, bland annat genom att uppmana till köp av krigsobligationer. Vid ett av dessa tillfällen, en uppvisningsmatch den 12 juli 1943 mellan ett militärlag och hans gamla klubb Boston Braves i Fenway Park, gjorde han sitt sista framträdande i en basebolldräkt som spelare. Han hade vid det här laget blivit en av de främsta symbolerna för USA och det sägs att japanska soldater skrek To hell with Babe Ruth ("Åt helvete med Babe Ruth") under kriget till sina amerikanska motståndare för att reta upp dem.
I november 1946 uppsökte Ruth sjukhus i New York på grund av huvudvärk och smärta vid vänster öga, men läkarna förstod till en början inte vad det var som han led av. Efter någon månad genomgick han en operation i halsen, då det konstaterades att det var cancer och att den hade spridit sig, något man dock inte berättade för honom. Inte heller tidningarna använde ordet cancer i rapporteringen. Man menar i dag att det handlade om en cancertyp kallad nasofarynxcarcinom (NPC). Hela USA följde utvecklingen och Ruth fick under sin tid på sjukhuset över 26 000 brev och telegram. Han skrevs ut i mitten av februari.

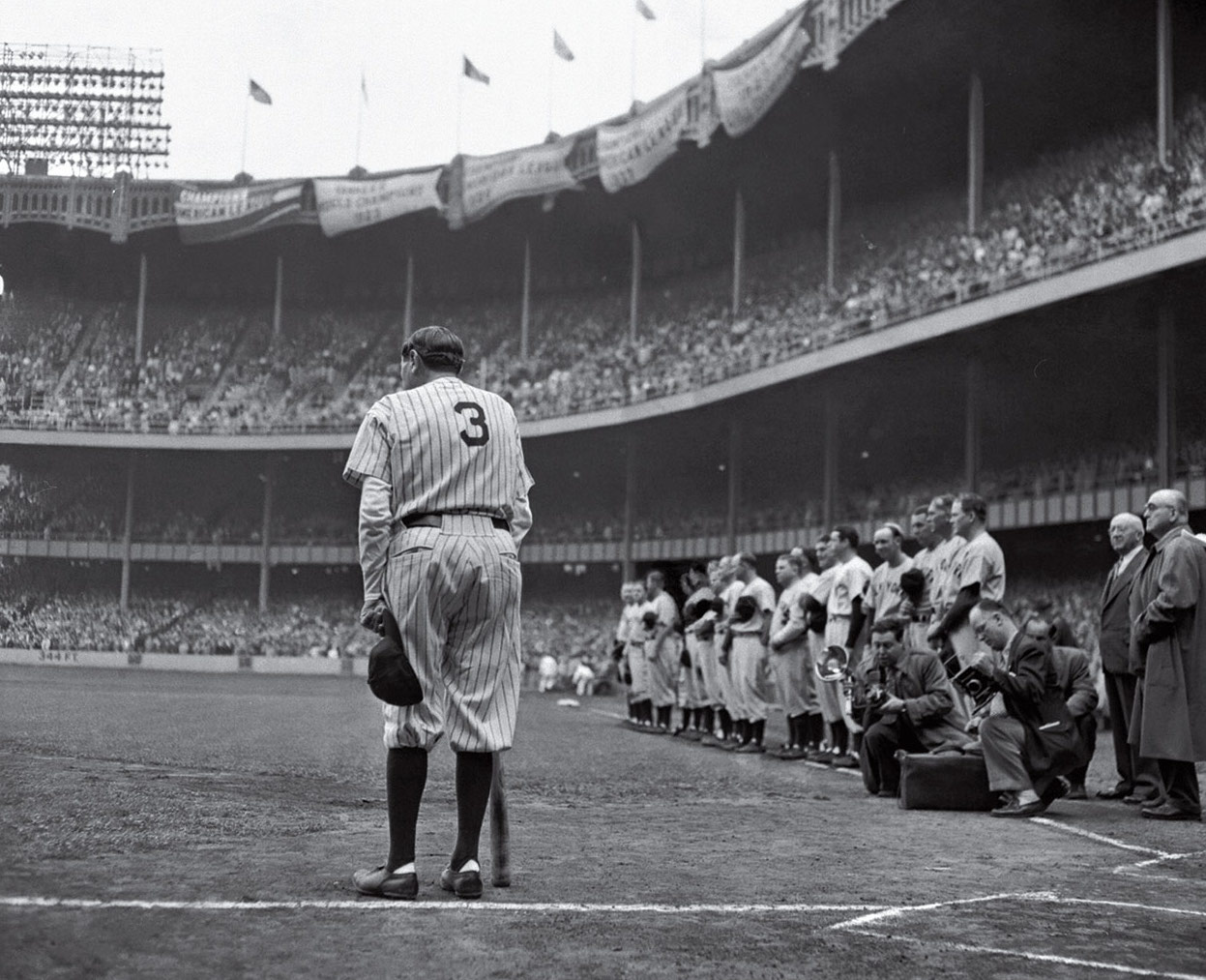
Det Pulitzerpris-vinnande fotot av Ruth den 13 juni 1948 under ceremonin i Yankee Stadium då hans tröjnummer 3 pensionerades av New York Yankees. Ruth avled bara två månader senare.

En av besökarna på sjukhuset var dåvarande basebollkommissarien Happy Chandler, som blev rörd till tårar av Ruths tillstånd. Strax efter det att Ruth lämnat sjukhuset meddelade Chandler att den 27 april skulle vara "Babe Ruth-dagen" i alla arenor i MLB. Även i Minor League Baseball och till och med i Japan hyllades Ruth på detta datum. Ruth närvarade själv i Yankee Stadium, där de drygt 58 000 åskådarna i den fullsatta arenan chockades av hur bräcklig och ihopkrympt han såg ut under den tio minuter långa ceremonin, där han behövde stöd av två personer för att gå fram till mikrofonen. Han talade med en hes, närmast viskande röst när han tackade publiken för deras stöd. Han fick sedan hjälp av planen för att sätta sig på läktaren och se matchen. Han lämnade dock arenan efter den sjunde inningen.
Ruth fick därefter fortsatt behandling, bland annat med ett nytt experimentellt läkemedel som förbättrade hans tillstånd dramatiskt. I början av 1948 gavs hans självbiografi The Babe Ruth Story ut, spökskriven av Bob Considine, vilken redan samma sommar blev film med William Bendix i huvudrollen som Ruth. Den 5 juni besökte han Yale University för att donera ett manuskript av självbiografin till universitetets bibliotek, vilket överlämnades till Yales basebollags lagkapten, den framtida presidenten George H.W. Bush. Ruth gjorde ett sista framträdande i Yankee Stadium, "Huset som Ruth byggde", den 13 juni, då man firade att det var 25 år sedan arenan togs i bruk och även pensionerade Ruths klassiska tröjnummer 3. Ruth var vid det här laget ännu mer avmagrad och svag än tidigare, men förmådde ändå ta på sig Yankees-dräkten med nummer 3 på ryggen en sista gång och gå ut på planen för att ta emot hyllningarna från publiken och hans gamla lagkamrater från 1923, som också var på plats. Han använde ett basebollträ som käpp och höll ett kort tacktal med sin hesa röst. Fotografen Nat Fein tog ett foto av Ruth bakifrån som vann Pulitzerpriset. Ruth var snart tillbaka i sjukhuset. Cancern hade spridit sig, men det är inte helt klart om han visste att han hade cancer.

## Död
| Till vänster Ruths hustru Claire och adoptivdotter Julia vid hans öppna kista i Yankee Stadium. Till höger Ruths och hustrun Claires gemensamma grav. |  | Till vänster Ruths hustru Claire och adoptivdotter Julia vid hans öppna kista i Yankee Stadium. Till höger Ruths och hustrun Claires gemensamma grav. |
| Till vänster Ruths hustru Claire och adoptivdotter Julia vid hans öppna kista i Yankee Stadium. Till höger Ruths och hustrun Claires gemensamma grav. |  | |

Ruth avled den 16 augusti 1948 i lunginflammation, bara 53 år gammal. Nyheten chockade hela USA. Hans kropp låg därefter i en öppen kista i entrén till Yankee Stadium i två dagar och tusentals människor gick dit för att hedra honom. Hans begravning hölls i St. Patrick's Cathedral på Manhattan och var även den mycket välbesökt. Han begravdes på Gate of Heaven Cemetery i Hawthorne i delstaten New York och hans grav har blivit en vallfartsplats för hans beundrare.

## Eftermäle
| Till vänster Ruths minnestavla i gamla Yankee Stadium. Till höger Babe Ruth-statyn utanför Oriole Park at Camden Yards. |  | Till vänster Ruths minnestavla i gamla Yankee Stadium. Till höger Babe Ruth-statyn utanför Oriole Park at Camden Yards. |
| Till vänster Ruths minnestavla i gamla Yankee Stadium. Till höger Babe Ruth-statyn utanför Oriole Park at Camden Yards. |  | |

Den 19 april 1949, bara åtta månader efter Ruths död, avtäcktes en minnestavla över honom i Yankee Stadium bredvid de två existerande som hedrade Miller Huggins och Lou Gehrig. Minnestavlorna stod ursprungligen inne på själva spelplanen i centerfield, men i samband med arenans renovering på 1970-talet hamnade de utanför spelplanen, i en del av arenan som kallades Monument Park. När arenan 2008–2009 revs och ersattes med nya Yankee Stadium tvärs över gatan flyttades minnestavlorna över till en ny Monument Park i den nya arenan.
Huset i Baltimore där Ruth föddes blev museum i juli 1974. Hans änka Claire, hans båda adoptivdöttrar Dorothy och Julia samt hans syster Mamie hjälpte till att välja ut vilka föremål som skulle visas i museet.
Sommaren 1983 gav United States Postal Service ut ett frimärke med Ruth som motiv för att fira att det gått 50 år sedan MLB:s första all star-match.
En staty i brons föreställande en ung Ruth, kallad "Babe's Dream", avtäcktes utanför Baltimore Orioles hemmaarena Oriole Park at Camden Yards i maj 1995, samma år som Ruth skulle ha fyllt 100 år.

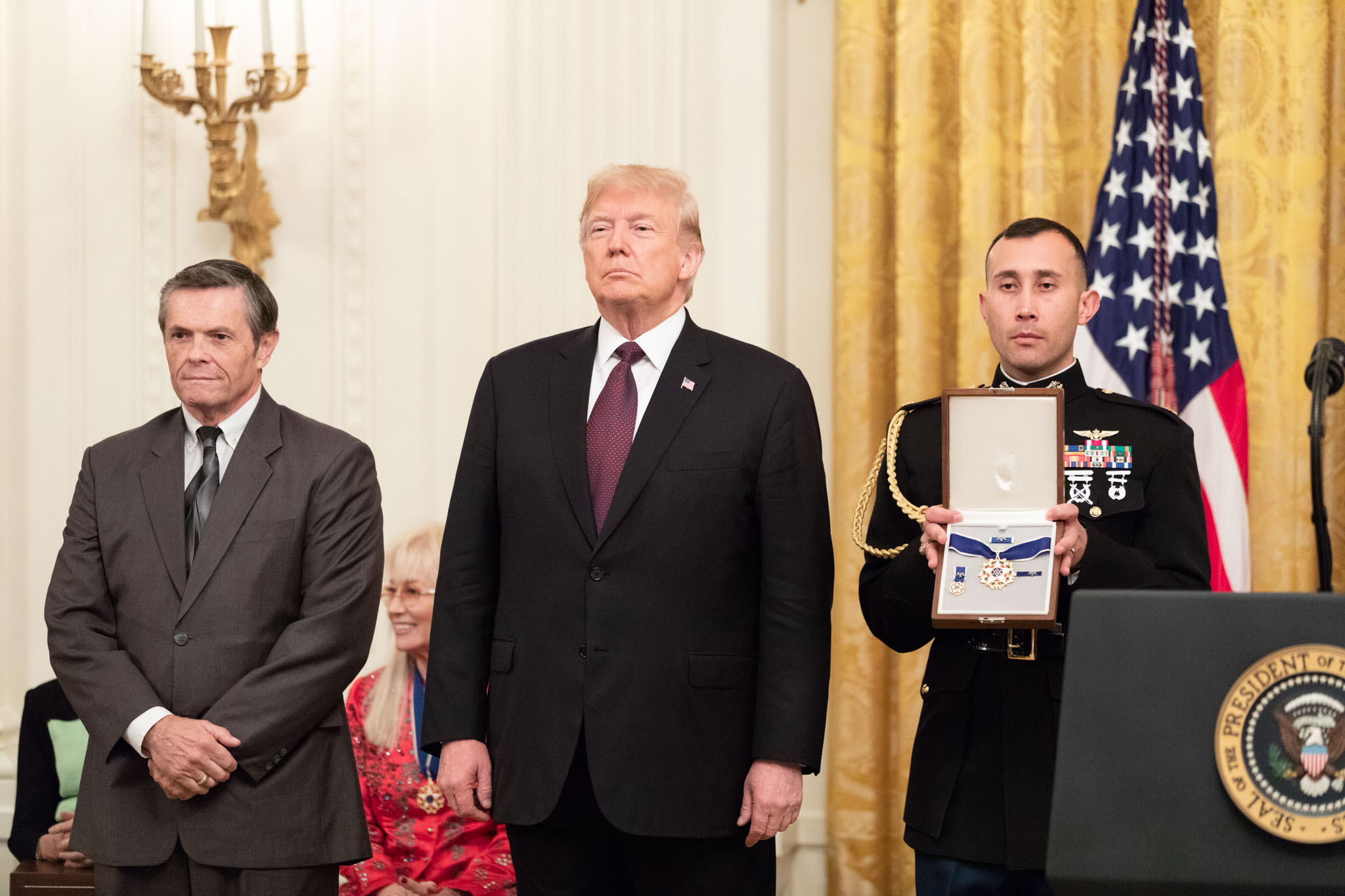
USA:s president Donald Trump delar 2018 postumt ut Presidentens frihetsmedalj till Ruth, vars barnbarn Thomas Stevens (till vänster) tar emot utmärkelsen.

2018, 70 år efter sin död, erhöll Ruth Presidentens frihetsmedalj, USA:s främsta civila utmärkelse, av USA:s president Donald Trump. Priset mottogs av Ruths barnbarn Thomas Stevens.
Ruth har ofta placerat sig högst eller bland de högsta när man i olika sammanhang har utsett historiens bästa basebollspelare. När MLB 1969 firade 100 år av professionell baseboll utsågs han till den bästa spelaren i historien. Tidningen The Sporting News placerade 1998 Ruth på första plats i tidningens rankning av de 100 bästa basebollspelarna någonsin. Året efter fick han näst flest röster efter Lou Gehrig när 1900-talets bästa MLB-spelare röstades fram av supportrar.
Även bland idrottare över huvud taget har Ruth placerat sig högt. Associated Press genomförde 1993 en enkät där Ruth tillsammans med Muhammad Ali visade sig vara de mest välkända idrottarna i USA; mer än 97 % av amerikanerna sade sig känna till dem. ESPN utsåg 1999 Ruth till den näst bästa idrottaren i Nordamerika under 1900-talet efter Michael Jordan.
Föremål som tillhört Ruth har sålts för astronomiska belopp. En Yankees-tröja som han bar 1920 såldes 2012 för drygt 4,4 miljoner dollar, vilket var ett nytt rekordpris för ett idrottsrelaterat föremål. Rekordet slogs 2019 när en annan Yankees-tröja som Ruth bar under slutet av karriären såldes för drygt 5,6 miljoner dollar. Det basebollträ som Ruth använde när han slog gamla Yankee Stadiums första homerun såldes 2004 för rekordsumman 1,265 miljoner dollar. En keps som Ruth bar 1934 inbringade 2012 drygt 537 000 dollar, mest någonsin för en keps. Den ägdes tidigare av basebollproffset David Wells, som hade den på sig under en match 1997. Skådespelaren Charlie Sheen sålde 2017 Ruths World Series-ring från 1927 för nästan 2,1 miljoner dollar, överlägset nytt rekord för en mästerskapsring, och ett originalkontrakt avseende försäljningen av Ruth från Red Sox till Yankees för drygt 2,3 miljoner dollar. En basebollhandske som Ruth använt såldes 2022 för 1,53 miljoner dollar, ett nytt prisrekord för basebollhandskar.
Ruths namn har i USA blivit synonymt med någon som dominerar sitt område, inte bara inom sportens värld. Till exempel har Enrico Caruso kallats the Babe Ruth of operatic tenors ("operatenorernas Babe Ruth"). Vidare har adjektivet Ruthian ("ruthsk") kommit att användas för något storartat.

## Privatliv

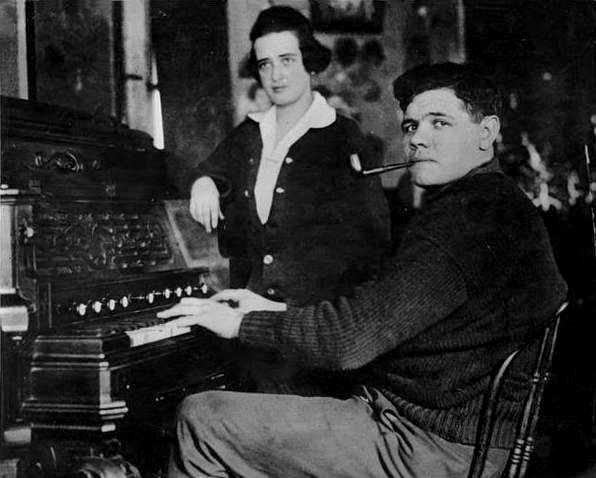
Ruth vid pianot med sin första fru Helen cirka 1915.

Ruth var, trots sitt vilda leverne, troende katolik sedan sin tid på St. Mary's och han ägnade mycket tid åt välgörenhet, till stor del till förmån för barn. Det hände att han bjöd in föräldralösa barn till sin gård i Sudbury i Massachusetts, där de fick gå på picknick och spela baseboll. Ibland åkte han tidigt in till Fenway Park på lördagsmorgnarna för att hjälpa försäljarna i arenan, mestadels pojkar i tidiga tonåren, att förbereda påsar med jordnötter inför den kommande veckans matcher.
Ruths första fru hette Helen Woodford och var en 17-årig servitris i Boston när de träffades under hans första säsong för Red Sox 1914. De gifte sig redan i oktober samma år. Paret adopterade 1921 en nyfödd flicka som fick namnet Dorothy. Det avslöjades långt senare att Dorothy var Ruths biologiska dotter som han fått med sin älskarinna Juanita Jennings. I mitten av 1920-talet separerade Ruth och Helen, men de fortsatte att vara gifta av religiösa skäl. Dorothy bodde med Helen efter separationen. Helen omkom i en brand i januari 1929 i Watertown i Massachusetts, där hon levde med en tandläkare vid namn Edward Kinder.
Ruth gifte om sig redan i april 1929 med modellen Claire Hodgson, som han hade träffat flera år tidigare. Dottern Dorothy bodde därefter med Ruth och Claire i New York och Ruth adopterade även Claires dotter Julia, född 1916. Ruth och Claire förblev gifta ända till Ruths död 1948. Claire avled 1976 och begravdes bredvid Ruth.
På fritiden ägnade sig Ruth ofta åt golf, sportfiske och bowling.

## Statistik

### Major League Baseball

#### Grundserien

##### Som slagman
| År             | Klubb          | M     | PA     | AB    | R     | H     | XBH   | TB    | 2B  | 3B  | HR  | RBI   | BB    | IBB | SO    | HBP | SB  | CS | AVG   | OBP   | SLG   | OPS   |
| -------------- | -------------- | ----- | ------ | ----- | ----- | ----- | ----- | ----- | --- | --- | --- | ----- | ----- | --- | ----- | --- | --- | -- | ----- | ----- | ----- | ----- |
| 1914           | BOS            | 5     | 10     | 10    | 1     | 2     | 1     | 3     | 1   | 0   | 0   | 2     | 0     | 0   | 4     | 0   | 0   | ?  | 0,200 | 0,200 | 0,300 | 0,500 |
| 1915           | BOS            | 42    | 103    | 92    | 16    | 29    | 15    | 53    | 10  | 1   | 4   | 21    | 9     | ?   | 23    | 0   | 0   | ?  | 0,315 | 0,376 | 0,576 | 0,952 |
| 1916           | BOS            | 67    | 150    | 136   | 18    | 37    | 11    | 57    | 5   | 3   | 3   | 15    | 10    | ?   | 23    | 0   | 0   | ?  | 0,272 | 0,322 | 0,419 | 0,741 |
| 1917           | BOS            | 52    | 142    | 123   | 14    | 40    | 11    | 58    | 6   | 3   | 2   | 12    | 12    | ?   | 18    | 0   | 0   | ?  | 0,325 | 0,385 | 0,472 | 0,857 |
| 1918           | BOS            | 95    | 380    | 317   | 50    | 95    | 48    | 176   | 26  | 11  | 11  | 66    | 58    | ?   | 58    | 2   | 6   | ?  | 0,300 | 0,411 | 0,555 | 0,966 |
| 1919           | BOS            | 130   | 542    | 432   | 103   | 139   | 75    | 284   | 34  | 12  | 29  | 114   | 101   | ?   | 58    | 6   | 7   | ?  | 0,322 | 0,456 | 0,657 | 1,114 |
| 1920           | NYY            | 142   | 616    | 458   | 158   | 172   | 99    | 388   | 36  | 9   | 54  | 137   | 150   | ?   | 80    | 3   | 14  | 14 | 0,376 | 0,532 | 0,847 | 1,379 |
| 1921           | NYY            | 152   | 693    | 540   | 177   | 204   | 119   | 457   | 44  | 16  | 59  | 171   | 145   | ?   | 81    | 4   | 17  | 13 | 0,378 | 0,512 | 0,846 | 1,359 |
| 1922           | NYY            | 110   | 495    | 406   | 94    | 128   | 67    | 273   | 24  | 8   | 35  | 99    | 84    | ?   | 80    | 1   | 2   | 5  | 0,315 | 0,434 | 0,672 | 1,106 |
| 1923           | NYY            | 152   | 699    | 522   | 151   | 205   | 99    | 399   | 45  | 13  | 41  | 131   | 170   | ?   | 93    | 4   | 17  | 21 | 0,393 | 0,545 | 0,764 | 1,309 |
| 1924           | NYY            | 153   | 681    | 529   | 143   | 200   | 92    | 391   | 39  | 7   | 46  | 121   | 142   | ?   | 81    | 4   | 9   | 13 | 0,378 | 0,513 | 0,739 | 1,252 |
| 1925           | NYY            | 98    | 426    | 359   | 61    | 104   | 39    | 195   | 12  | 2   | 25  | 66    | 59    | ?   | 68    | 2   | 2   | 4  | 0,290 | 0,393 | 0,543 | 0,936 |
| 1926           | NYY            | 152   | 652    | 495   | 139   | 184   | 82    | 365   | 30  | 5   | 47  | 146   | 144   | ?   | 76    | 3   | 11  | 9  | 0,372 | 0,516 | 0,737 | 1,253 |
| 1927           | NYY            | 151   | 691    | 540   | 158   | 192   | 97    | 417   | 29  | 8   | 60  | 164   | 137   | ?   | 89    | 0   | 7   | 6  | 0,356 | 0,486 | 0,772 | 1,258 |
| 1928           | NYY            | 154   | 684    | 536   | 163   | 173   | 91    | 380   | 29  | 8   | 54  | 142   | 137   | ?   | 87    | 3   | 4   | 5  | 0,323 | 0,463 | 0,709 | 1,172 |
| 1929           | NYY            | 135   | 587    | 499   | 121   | 172   | 78    | 348   | 26  | 6   | 46  | 154   | 72    | ?   | 60    | 3   | 5   | 3  | 0,345 | 0,430 | 0,697 | 1,128 |
| 1930           | NYY            | 145   | 676    | 518   | 150   | 186   | 86    | 379   | 28  | 9   | 49  | 153   | 136   | ?   | 61    | 1   | 10  | 10 | 0,359 | 0,493 | 0,732 | 1,225 |
| 1931           | NYY            | 145   | 663    | 534   | 149   | 199   | 80    | 374   | 31  | 3   | 46  | 163   | 128   | ?   | 51    | 1   | 5   | 4  | 0,373 | 0,495 | 0,700 | 1,195 |
| 1932           | NYY            | 133   | 589    | 457   | 120   | 156   | 59    | 302   | 13  | 5   | 41  | 137   | 130   | ?   | 62    | 2   | 2   | 2  | 0,341 | 0,489 | 0,661 | 1,150 |
| 1933           | NYY            | 137   | 575    | 459   | 97    | 138   | 58    | 267   | 21  | 3   | 34  | 103   | 114   | ?   | 90    | 2   | 4   | 5  | 0,301 | 0,442 | 0,582 | 1,023 |
| 1934           | NYY            | 125   | 471    | 365   | 78    | 105   | 43    | 196   | 17  | 4   | 22  | 84    | 104   | ?   | 63    | 2   | 1   | 3  | 0,288 | 0,448 | 0,537 | 0,985 |
| 1935           | BSN            | 28    | 92     | 72    | 13    | 13    | 6     | 31    | 0   | 0   | 6   | 12    | 20    | ?   | 24    | 0   | 0   | ?  | 0,181 | 0,359 | 0,431 | 0,789 |
| Totalt (22 år) | Totalt (22 år) | 2 503 | 10 617 | 8 399 | 2 174 | 2 873 | 1 356 | 5 793 | 506 | 136 | 714 | 2 213 | 2 062 | ?   | 1 330 | 43  | 123 | ?  | 0,342 | 0,474 | 0,690 | 1,164 |

     Rekord i Major League Baseball
     Bäst i Major League Baseball
     Bäst i American League
     Sämst i Major League Baseball
     Sämst i American League
1. ↑  0 enligt Baseball-Reference.com
2. ↑  0 enligt Baseball-Reference.com
3. ↑  20 enligt Baseball-Reference.com
4. ↑  0 enligt Baseball-Reference.com
5. ↑  152 enligt Baseball-Reference.com
6. ↑  16 enligt Baseball-Reference.com
7. ↑  14 enligt Baseball-Reference.com
8. ↑  382 enligt Baseball-Reference.com
9. ↑  61 enligt Baseball-Reference.com
10. ↑  543 enligt Baseball-Reference.com
11. ↑  113 enligt Baseball-Reference.com
12. ↑  617 enligt Baseball-Reference.com
13. ↑  135 enligt Baseball-Reference.com
14. ↑  168 enligt Baseball-Reference.com
15. ↑  496 enligt Baseball-Reference.com
16. ↑  96 enligt Baseball-Reference.com
17. ↑  130 enligt Baseball-Reference.com
18. ↑  124 enligt Baseball-Reference.com
19. ↑  67 enligt Baseball-Reference.com
20. ↑  153 enligt Baseball-Reference.com
21. ↑  165 enligt Baseball-Reference.com
22. ↑  146 enligt Baseball-Reference.com (näst bäst i AL)
23. ↑  8 enligt Baseball-Reference.com (bäst i AL)
24. ↑  5 enligt Baseball-Reference.com
25. ↑  8 enligt Baseball-Reference.com
26. ↑  162 enligt Baseball-Reference.com
27. ↑  5 enligt Baseball-Reference.com
28. ↑  4 enligt Baseball-Reference.com
29. ↑  576 enligt Baseball-Reference.com
30. ↑  104 enligt Baseball-Reference.com
31. ↑  3 enligt Baseball-Reference.com
32. ↑  472 enligt Baseball-Reference.com
33. ↑  1 enligt Baseball-Reference.com
34. ↑  0 enligt Baseball-Reference.com
35. ↑  0 enligt Baseball-Reference.com
36. ↑  10 626 enligt Baseball-Reference.com
37. ↑  2 214 enligt Baseball-Reference.com

##### Som pitcher
| År             | Klubb          | W  | L  | ERA  | M   | GS  | CG  | SHO | HLD | SV | SVO | IP      | H   | R   | ER  | HR | HB | WP | BB  | IBB | SO  | AVG   | WHIP |
| -------------- | -------------- | -- | -- | ---- | --- | --- | --- | --- | --- | -- | --- | ------- | --- | --- | --- | -- | -- | -- | --- | --- | --- | ----- | ---- |
| 1914           | BOS            | 2  | 1  | 3,91 | 4   | 3   | 1   | 0   | ?   | 0  | ?   | 23,0    | 21  | 12  | 10  | 1  | 0  | 0  | 7   | ?   | 3   | 0,236 | 1,22 |
| 1915           | BOS            | 18 | 8  | 2,44 | 32  | 28  | 16  | 1   | ?   | 0  | ?   | 217,2   | 166 | 80  | 59  | 3  | 6  | 9  | 85  | ?   | 112 | 0,212 | 1,15 |
| 1916           | BOS            | 23 | 12 | 1,75 | 44  | 41  | 23  | 9   | ?   | 1  | ?   | 323,2   | 230 | 83  | 63  | 0  | 8  | 3  | 118 | ?   | 170 | 0,201 | 1,08 |
| 1917           | BOS            | 24 | 13 | 2,01 | 41  | 38  | 35  | 6   | ?   | 2  | ?   | 326,1   | 244 | 93  | 73  | 2  | 11 | 5  | 108 | ?   | 128 | 0,211 | 1,08 |
| 1918           | BOS            | 13 | 7  | 2,22 | 20  | 19  | 18  | 1   | ?   | 0  | ?   | 166,1   | 125 | 51  | 41  | 1  | 2  | 3  | 49  | ?   | 40  | 0,205 | 1,05 |
| 1919           | BOS            | 9  | 5  | 2,97 | 17  | 15  | 12  | 0   | ?   | 1  | ?   | 133,1   | 148 | 59  | 44  | 2  | 2  | 5  | 58  | ?   | 30  | 0,290 | 1,55 |
| 1920           | NYY            | 1  | 0  | 4,50 | 1   | 1   | 0   | 0   | 0   | 0  | 0   | 4,0     | 3   | 4   | 2   | 0  | 0  | 0  | 2   | ?   | 0   | 0,200 | 1,25 |
| 1921           | NYY            | 2  | 0  | 9,00 | 2   | 1   | 0   | 0   | 0   | 0  | 0   | 9,0     | 14  | 10  | 9   | 1  | 0  | 0  | 9   | ?   | 2   | 0,350 | 2,56 |
| 1930           | NYY            | 1  | 0  | 3,00 | 1   | 1   | 1   | 0   | 0   | 0  | 0   | 9,0     | 11  | 3   | 3   | 0  | 0  | 0  | 2   | ?   | 3   | 0,306 | 1,44 |
| 1933           | NYY            | 1  | 0  | 5,00 | 1   | 1   | 1   | 0   | 0   | 0  | 0   | 9,0     | 12  | 5   | 5   | 0  | 0  | 0  | 3   | ?   | 0   | 0,308 | 1,67 |
| Totalt (10 år) | Totalt (10 år) | 94 | 46 | 2,28 | 163 | 148 | 107 | 17  | ?   | 4  | ?   | 1 221,1 | 974 | 400 | 309 | 10 | 29 | 25 | 441 | ?   | 488 | 0,220 | 1,16 |

     Bäst i Major League Baseball
     Bäst i American League
1. ↑  40 enligt Baseball-Reference.com
2. ↑  0 enligt Baseball-Reference.com
3. ↑  0 enligt Baseball-Reference.com
4. ↑  0,213 enligt Baseball-Reference.com
5. ↑  1 enligt Baseball-Reference.com
6. ↑  0,215 enligt Baseball-Reference.com
7. ↑  0 enligt Baseball-Reference.com
8. ↑  0,294 enligt Baseball-Reference.com
9. ↑  0,341 enligt Baseball-Reference.com
10. ↑  0 enligt Baseball-Reference.com
11. ↑  0 enligt Baseball-Reference.com
12. ↑  147 enligt Baseball-Reference.com

#### World Series

##### Som slagman
| År             | Klubb          | M  | PA  | AB  | R  | H  | XBH | TB | 2B | 3B | HR | RBI | BB | IBB | SO | HBP | SB | CS | AVG   | OBP   | SLG   | OPS   |
| -------------- | -------------- | -- | --- | --- | -- | -- | --- | -- | -- | -- | -- | --- | -- | --- | -- | --- | -- | -- | ----- | ----- | ----- | ----- |
| 1915           | BOS            | 1  | 1   | 1   | 0  | 0  | 0   | 0  | 0  | 0  | 0  | 0   | 0  | 0   | 0  | 0   | 0  | 0  | 0,000 | 0,000 | 0,000 | 0,000 |
| 1916           | BOS            | 1  | 5   | 5   | 0  | 0  | 0   | 0  | 0  | 0  | 0  | 1   | 0  | 0   | 2  | 0   | 0  | ?  | 0,000 | 0,000 | 0,000 | 0,000 |
| 1918           | BOS            | 3  | 5   | 5   | 0  | 1  | 1   | 3  | 0  | 1  | 0  | 2   | 0  | 0   | 2  | 0   | 0  | ?  | 0,200 | ?     | 0,600 | ?     |
| 1921           | NYY            | 6  | 21  | 16  | 3  | 5  | 1   | 8  | 0  | 0  | 1  | 4   | 5  | ?   | 8  | ?   | 2  | ?  | 0,313 | ?     | 0,500 | ?     |
| 1922           | NYY            | 5  | 19  | 17  | 1  | 2  | 1   | 3  | 1  | 0  | 0  | 1   | 2  | ?   | 3  | ?   | 0  | ?  | 0,118 | ?     | 0,176 | ?     |
| 1923           | NYY            | 6  | 27  | 19  | 8  | 7  | 5   | 19 | 1  | 1  | 3  | 3   | 8  | ?   | 6  | ?   | 0  | ?  | 0,368 | ?     | 1,000 | ?     |
| 1926           | NYY            | 7  | 31  | 20  | 6  | 6  | 4   | 18 | 0  | 0  | 4  | 5   | 11 | ?   | 2  | ?   | 1  | ?  | 0,300 | ?     | 0,900 | ?     |
| 1927           | NYY            | 4  | 17  | 15  | 4  | 6  | 2   | 12 | 0  | 0  | 2  | 7   | 2  | ?   | 2  | ?   | 1  | ?  | 0,400 | ?     | 0,800 | ?     |
| 1928           | NYY            | 4  | 17  | 16  | 9  | 10 | 6   | 22 | 3  | 0  | 3  | 4   | 1  | ?   | 2  | ?   | 0  | ?  | 0,625 | ?     | 1,375 | ?     |
| 1932           | NYY            | 4  | 19  | 15  | 6  | 5  | 2   | 11 | 0  | 0  | 2  | 6   | 4  | ?   | 3  | ?   | 0  | ?  | 0,333 | ?     | 0,733 | ?     |
| Totalt (10 år) | Totalt (10 år) | 41 | 162 | 129 | 37 | 42 | 22  | 96 | 5  | 2  | 15 | 33  | 33 | ?   | 30 | ?   | 4  | ?  | 0,326 | ?     | 0,744 | ?     |

1. ↑  6 enligt Baseball-Reference.com
2. ↑  0,200 enligt Baseball-Reference.com
3. ↑  0,800 enligt Baseball-Reference.com
4. ↑  0 enligt Baseball-Reference.com
5. ↑  0 enligt Baseball-Reference.com
6. ↑  1 enligt Baseball-Reference.com
7. ↑  0,476 enligt Baseball-Reference.com
8. ↑  0,976 enligt Baseball-Reference.com
9. ↑  21 enligt Baseball-Reference.com
10. ↑  0 enligt Baseball-Reference.com
11. ↑  1 enligt Baseball-Reference.com
12. ↑  1 enligt Baseball-Reference.com
13. ↑  0,250 enligt Baseball-Reference.com
14. ↑  0,426 enligt Baseball-Reference.com
15. ↑  0 enligt Baseball-Reference.com
16. ↑  0 enligt Baseball-Reference.com
17. ↑  0 enligt Baseball-Reference.com
18. ↑  0,556 enligt Baseball-Reference.com
19. ↑  1,556 enligt Baseball-Reference.com
20. ↑  1 enligt Baseball-Reference.com
21. ↑  0 enligt Baseball-Reference.com
22. ↑  1 enligt Baseball-Reference.com
23. ↑  0,548 enligt Baseball-Reference.com
24. ↑  1,448 enligt Baseball-Reference.com
25. ↑  18 enligt Baseball-Reference.com
26. ↑  1 enligt Baseball-Reference.com
27. ↑  0 enligt Baseball-Reference.com
28. ↑  0 enligt Baseball-Reference.com
29. ↑  0,471 enligt Baseball-Reference.com
30. ↑  1,271 enligt Baseball-Reference.com
31. ↑  0 enligt Baseball-Reference.com
32. ↑  0 enligt Baseball-Reference.com
33. ↑  0 enligt Baseball-Reference.com
34. ↑  0,647 enligt Baseball-Reference.com
35. ↑  2,022 enligt Baseball-Reference.com
36. ↑  20 enligt Baseball-Reference.com
37. ↑  0 enligt Baseball-Reference.com
38. ↑  1 enligt Baseball-Reference.com
39. ↑  0 enligt Baseball-Reference.com
40. ↑  0,500 enligt Baseball-Reference.com
41. ↑  1,233 enligt Baseball-Reference.com
42. ↑  167 enligt Baseball-Reference.com
43. ↑  2 enligt Baseball-Reference.com
44. ↑  2 enligt Baseball-Reference.com
45. ↑  0,470 enligt Baseball-Reference.com
46. ↑  1,214 enligt Baseball-Reference.com

##### Som pitcher
| År            | Klubb         | W | L | ERA  | M | GS | CG | SHO | HLD | SV | SVO | IP   | H  | R | ER | HR | HB | WP | BB | IBB | SO | AVG | WHIP |
| ------------- | ------------- | - | - | ---- | - | -- | -- | --- | --- | -- | --- | ---- | -- | - | -- | -- | -- | -- | -- | --- | -- | --- | ---- |
| 1916          | BOS           | 1 | 0 | 0,64 | 1 | 1  | 1  | 0   | 0   | 0  | 0   | 14,0 | 6  | 1 | 1  | 1  | ?  | ?  | 3  | ?   | 4  | ?   | 0,64 |
| 1918          | BOS           | 2 | 0 | 1,06 | 2 | 2  | 1  | 1   | 0   | 0  | 0   | 17,0 | 13 | 2 | 2  | 0  | ?  | ?  | 7  | ?   | 4  | ?   | 1,18 |
| Totalt (2 år) | Totalt (2 år) | 3 | 0 | 0,87 | 3 | 3  | 2  | 1   | 0   | 0  | 0   | 31,0 | 19 | 3 | 3  | 1  | ?  | ?  | 10 | ?   | 8  | ?   | 0,94 |

1. ↑  0 enligt Baseball-Reference.com
2. ↑  0 enligt Baseball-Reference.com
3. ↑  0 enligt Baseball-Reference.com
4. ↑  1 enligt Baseball-Reference.com
5. ↑  1 enligt Baseball-Reference.com
6. ↑  0 enligt Baseball-Reference.com
7. ↑  1 enligt Baseball-Reference.com
8. ↑  1 enligt Baseball-Reference.com
9. ↑  0 enligt Baseball-Reference.com

## Rekord
Det sägs att Ruth innehade mer än 50 MLB-rekord när han avslutade karriären. I tabellerna nedan anges några av dem och när de slogs, om så har skett.

### Grundserien
| Kategori                                             | Rekord | Slaget av        | År   |
| ---------------------------------------------------- | ------ | ---------------- | ---- |
| Total bases under en säsong                          | 457    | Ej slaget        | –    |
| Extra-base hits under en säsong                      | 119    | Ej slaget        | –    |
| Matcher med minst två homeruns under karriären       | 72     | Ej slaget        | –    |
| Säsonger med minst 50 homeruns                       | 4      | Ej slaget        | –    |
| Säsonger med minst 40 homeruns                       | 11     | Ej slaget        | –    |
| Säsonger med minst 150 poäng                         | 6      | Ej slaget        | –    |
| Säsonger med högst slugging % i ligan                | 13     | Ej slaget        | –    |
| Säsonger med högst on-base plus slugging i ligan     | 13     | Ej slaget        | –    |
| Säsonger med lägst antal at bats per homerun i ligan | 13     | Ej slaget        | –    |
| Säsonger med flest homeruns i ligan                  | 12     | Ej slaget        | –    |
| Säsonger med flest poäng i ligan                     | 8      | Ej slaget        | –    |
| Säsonger med minst 100 runs batted in                | 13     | Alex Rodriguez   | 2010 |
| Säsonger med flest walks i ligan                     | 11     | Barry Bonds      | 2007 |
| Säsonger med minst 100 walks                         | 13     | Barry Bonds      | 2007 |
| Walks under karriären                                | 2 062  | Rickey Henderson | 2001 |
| Walks under en säsong                                | 170    | Barry Bonds      | 2001 |
| At bats per homerun under karriären                  | 11,76  | Mark McGwire     | 1998 |
| Runs batted in under karriären                       | 2 213  | Hank Aaron       | 1975 |
| Homeruns under karriären                             | 714    | Hank Aaron       | 1974 |
| Säsonger med minst 30 homeruns                       | 13     | Hank Aaron       | 1972 |
| Säsonger med minst 20 homeruns                       | 16     | Willie Mays      | 1970 |
| Extra-base hits under karriären                      | 1 356  | Stan Musial      | 1963 |
| Homeruns under en säsong                             | 60     | Roger Maris      | 1961 |
| Säsonger med högst on-base % i ligan                 | 10     | Ted Williams     | 1957 |
| On-base % under karriären                            | 0,474  | Ted Williams     | 1951 |
| Slugging % under karriären                           | 0,690  | Josh Gibson      | 1944 |
| On-base plus slugging under karriären                | 1,164  | Josh Gibson      | 1944 |
| At bats per homerun under en säsong                  | 8,48   | Josh Gibson      | 1937 |

1. ↑  Dock tangerat av Mark McGwire 1999 och Sammy Sosa 2001
2. ↑  2 214 enligt Baseball-Reference.com
3. ↑  När Williams nådde 5 000 at bats
4. 1 2  När Gibson nådde 1 800 at bats
5. 1 2 3  Gibsons rekord blev inte officiellt förrän 2024[168]

### World Series
| Kategori                                           | Rekord | Slaget av      | År   |
| -------------------------------------------------- | ------ | -------------- | ---- |
| Homeruns under en match                            | 3      | Ej slaget      | –    |
| Poäng under en match                               | 4      | Ej slaget      | –    |
| Innings pitched under en match                     | 14,0   | Ej slaget      | –    |
| Total bases under en match                         | 12     | Albert Pujols  | 2011 |
| Walks under en säsong                              | 11     | Barry Bonds    | 2002 |
| Slaggenomsnitt under en säsong                     | 0,625  | Billy Hatcher  | 1990 |
| Slugging % under karriären                         | 0,744  | Reggie Jackson | 1977 |
| Homeruns under en säsong                           | 4      | Reggie Jackson | 1977 |
| Poäng under en säsong                              | 9      | Reggie Jackson | 1977 |
| Homeruns under karriären                           | 15     | Mickey Mantle  | 1964 |
| Walks under karriären                              | 33     | Mickey Mantle  | 1962 |
| Innings pitched i rad utan att tillåta någon poäng | 29,2   | Whitey Ford    | 1961 |
| Poäng under karriären                              | 37     | Yogi Berra     | 1960 |
| Total bases under karriären                        | 96     | Yogi Berra     | 1958 |
| Earned run average under karriären                 | 0,87   | Harry Brecheen | 1946 |
| Runs batted in under karriären                     | 33     | Lou Gehrig     | 1937 |

1. 1 2  Ruth gjorde detta två gånger
2. ↑  Dock tangerat av Reggie Jackson 1977, Albert Pujols 2011 och Pablo Sandoval 2012
3. ↑  Dock tangerat av tio spelare